# Thessaloniki
Thessaloniki (griechisch Θεσσαλονίκη (f. sg.) [θɛsalɔˈnikʲi], kurz auch Saloniki Σαλονίκη, Ladino Salonika oder türkisch Selânik, in südslawischen Sprachen Solun (Солун); im biblischen Zusammenhang verwendeter deutscher Name Thessalonich) ist mit rund 326.000 Einwohnern die zweitgrößte Stadt Griechenlands, Hauptstadt der Verwaltungsregion Zentralmakedonien und wirtschaftliches und kulturelles Zentrum der gesamten griechischen Region Makedonien. Zu Jahresanfang 2022 betrug die Einwohnerzahl des engeren Ballungsraums Thessaloniki unter Einschluss der unmittelbar angrenzenden Städte und Gemeinden etwa 814.000 Menschen.
Die Stadt liegt an den nordwestlichen Ausläufern des 1201 Meter hohen Chortiatis und grenzt an den Thermaischen Golf. Sie ist eine bedeutende moderne Universitäts-, Messe-, Kultur-, Industrie- und Hafenstadt im Schnittpunkt wichtiger jahrtausendealter nordsüdlicher und westöstlicher Verkehrswege (Via Egnatia). Als Schutzpatron der Stadt gilt der Heilige Demetrios, dem auch eine große frühchristliche Basilika geweiht ist. Das Wahrzeichen Thessalonikis ist der von dem osmanischen Architekten Sinan gebaute Lefkós Pýrgos (Λευκός Πύργος „weißer Turm“).
Die frühchristlichen und byzantinischen Kirchen der bereits im Neuen Testament erwähnten Stadt (der 1. und 2. Brief des Paulus an die Thessalonicher sind an die Gemeinde in Saloniki gerichtet) wurden 1988 in die Liste des Weltkulturerbes der UNESCO aufgenommen. 1997 war Thessaloniki Europäische Kulturhauptstadt.

## Geschichte

### Makedonische Zeit
Thessaloniki wurde 315 v. Chr. von dem makedonischen König Kassandros als Thessalonikē gegründet durch Zusammenlegung von 26 kleineren Orten an der Stelle von Therme am Thermaischen Golf, einer ursprünglich thrakischen Siedlung, und nach seiner Frau Thessalonikē, einer Halbschwester Alexanders des Großen, benannt. Der Name Thessalonikē erinnerte an die Eroberung Thessaliens durch Makedonien (Thessalonikē: „Sieg in Thessalien“, zu altgriechisch νίκη nikē „Sieg“) unter Philipp II. (359 bis 336). 168 v. Chr. schafften die Römer das makedonische Königtum ab und machten Makedonien mit Thessaloniki 146 v. Chr. zu einer Provinz ihres Reiches.

### Römische Zeit

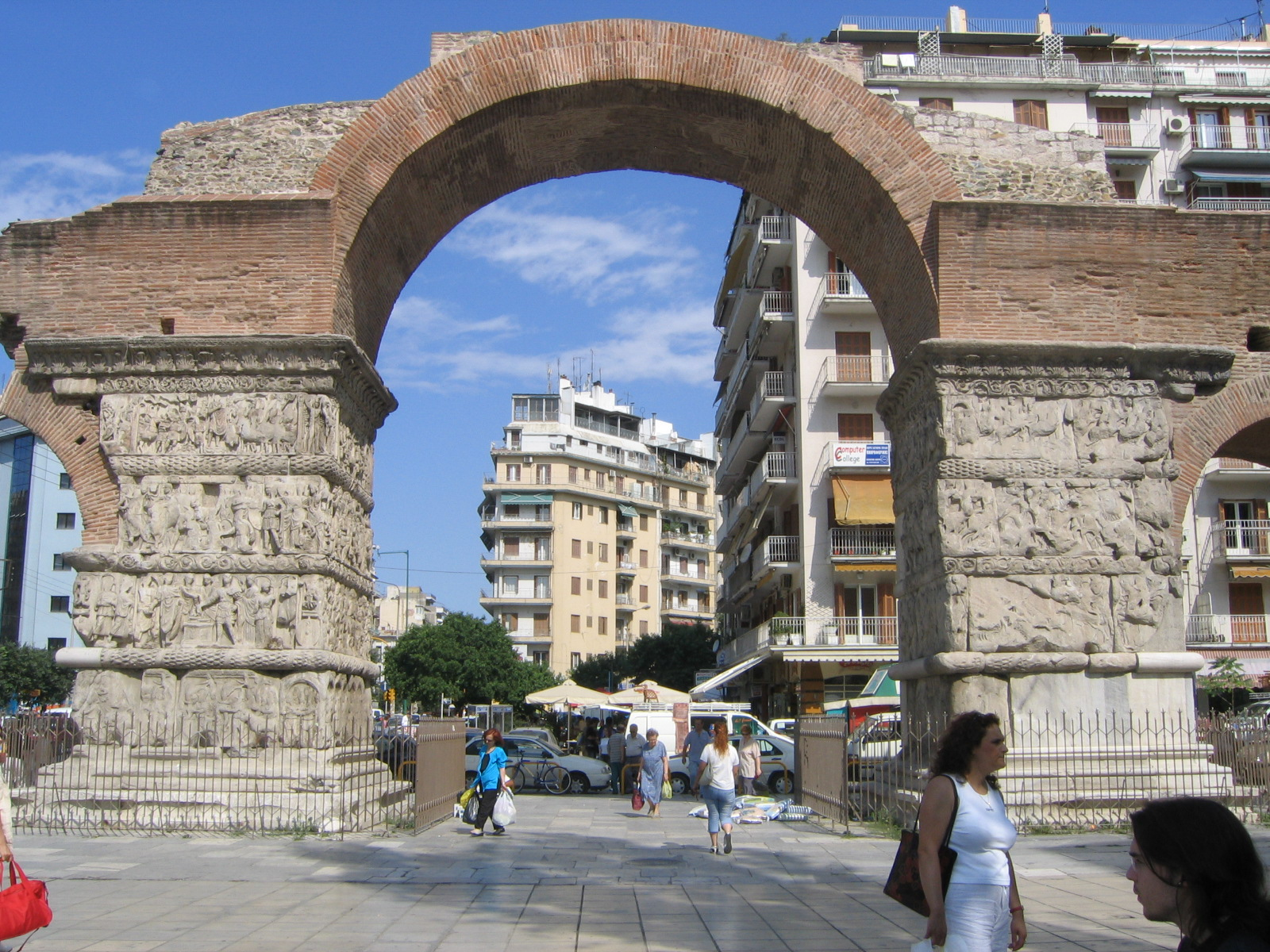
Triumphbogen des Galerius (Kamara)

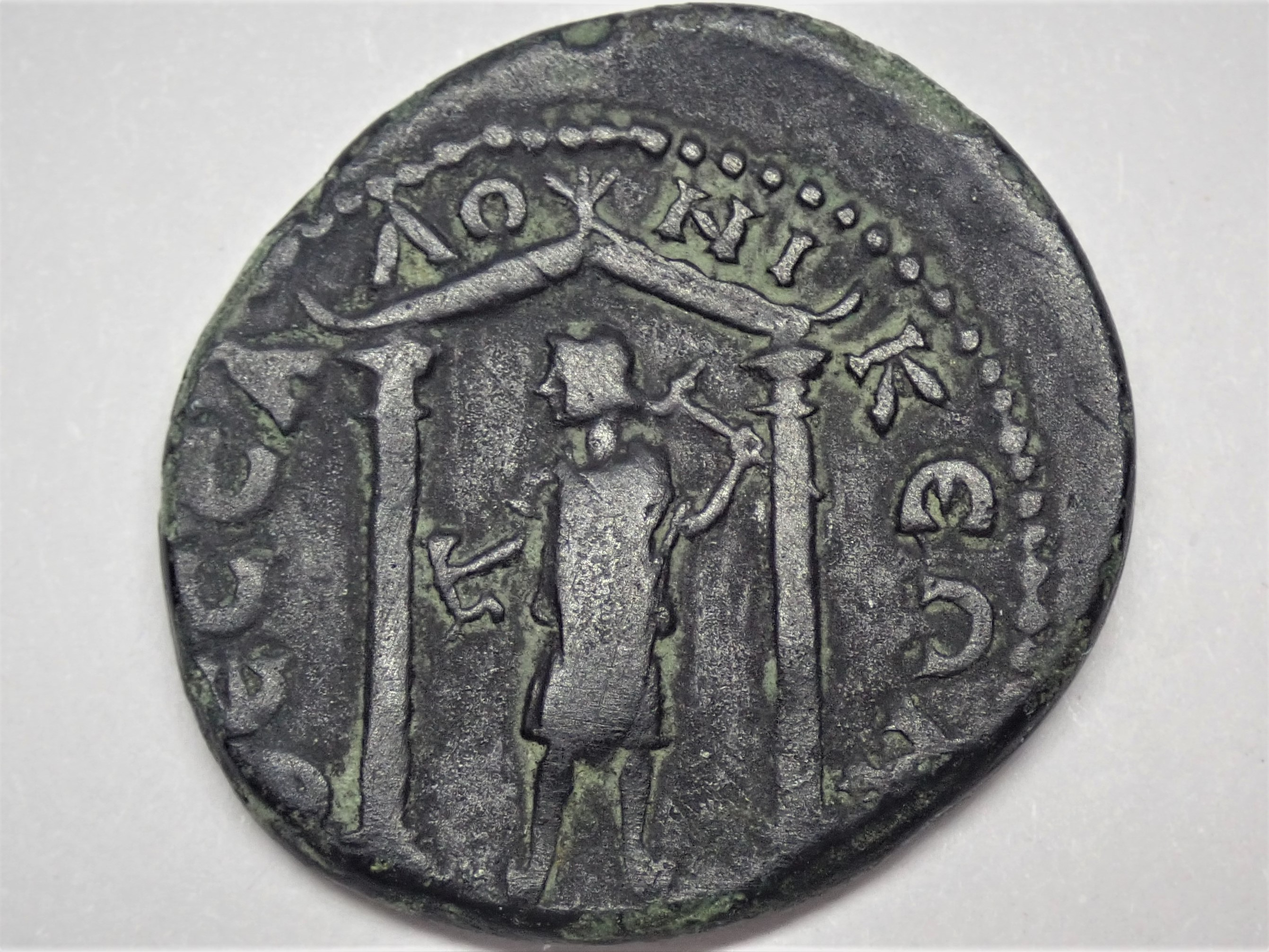
Bronzemünze aus Thessaloniki, für Julia Domna, Kabir in distylem Tempel

Thessaloniki lag an der Via Egnatia, dem Hauptverkehrsweg zwischen Rom und Byzanz, und an der nach Norden führenden Balkanstraße. Sie wurde Hauptstadt der römischen Provinz Macedonia. 58 v. Chr. ging Cicero vorübergehend hierher in die Verbannung. Nach der Flucht aus Italien vor Caesar 49 v. Chr. verlegten die Konsuln ihr Quartier nach Thessaloniki. Etwa 200 Senatoren folgten ihrer Einladung. Sie erklärten den Versammlungsplatz zu römischem Staatsboden, so dass dort Senatssitzungen abgehalten werden konnten. Etwa 49 oder 50 n. Chr. hielt sich der Apostel Paulus auf seiner zweiten Missionsreise in Thessaloniki auf und gründete die zweite namentlich genannte Christengemeinde Europas nach Philippi. Wenige Jahre nach 260 wurden Angriffe der Goten von der Stadt abgewehrt.
Um 300 wurde Thessaloniki unter Kaiser Galerius zu einer der Kaiserresidenzen des Römischen Reichs und mit bedeutenden Bauwerken ausgestattet, unter anderem mit dem Kaiserpalast (Überreste am heutigen Navarino-Platz), der Pferderennbahn (Hippodrom) parallel zum Palast, dem Galeriusbogen (Siegesmonument des Kaisers Galerius neben der Via Egnatia, errichtet aus Anlass eines Sieges über die Sassaniden), der Rotunde (vielleicht ein Mausoleum oder ein Pantheon) und dem Forum sowie einer Agora (Pfeiler mit prachtvollen Relieffiguren von einer zweigeschossigen Halle ist heute im Louvre, Paris) mit einem Odeion. 322 ließ Kaiser Konstantin I. (der Große) an der südwestlichen Ecke Thessalonikis ein künstliches Hafenbecken anlegen. 325 wurde Licinius (Mitkaiser von 308 bis 324) in Thessaloniki hingerichtet. Dadurch wurde Konstantin endgültig Alleinherrscher (totius orbis imperator); am 11. Mai 330 wurde schließlich Byzantion christliche Reichshauptstadt (Zweites Rom) und wenig später in Konstantinopolis umbenannt. Die Zeit, in der Thessaloniki Kaiserresidenz gewesen war, gelangte damit an ihr Ende. 390 erlebte Thessaloniki einen Aufstand gegen Kaiser Theodosius I., den dieser beim sogenannten Massaker von Thessaloniki blutig niederschlagen ließ. Nach der Reichsteilung von 395 gehörte Thessaloniki zum östlichen Reichsteil unter Kaiser Arcadius und seinen Nachfolgern.

### Byzantinische Zeit

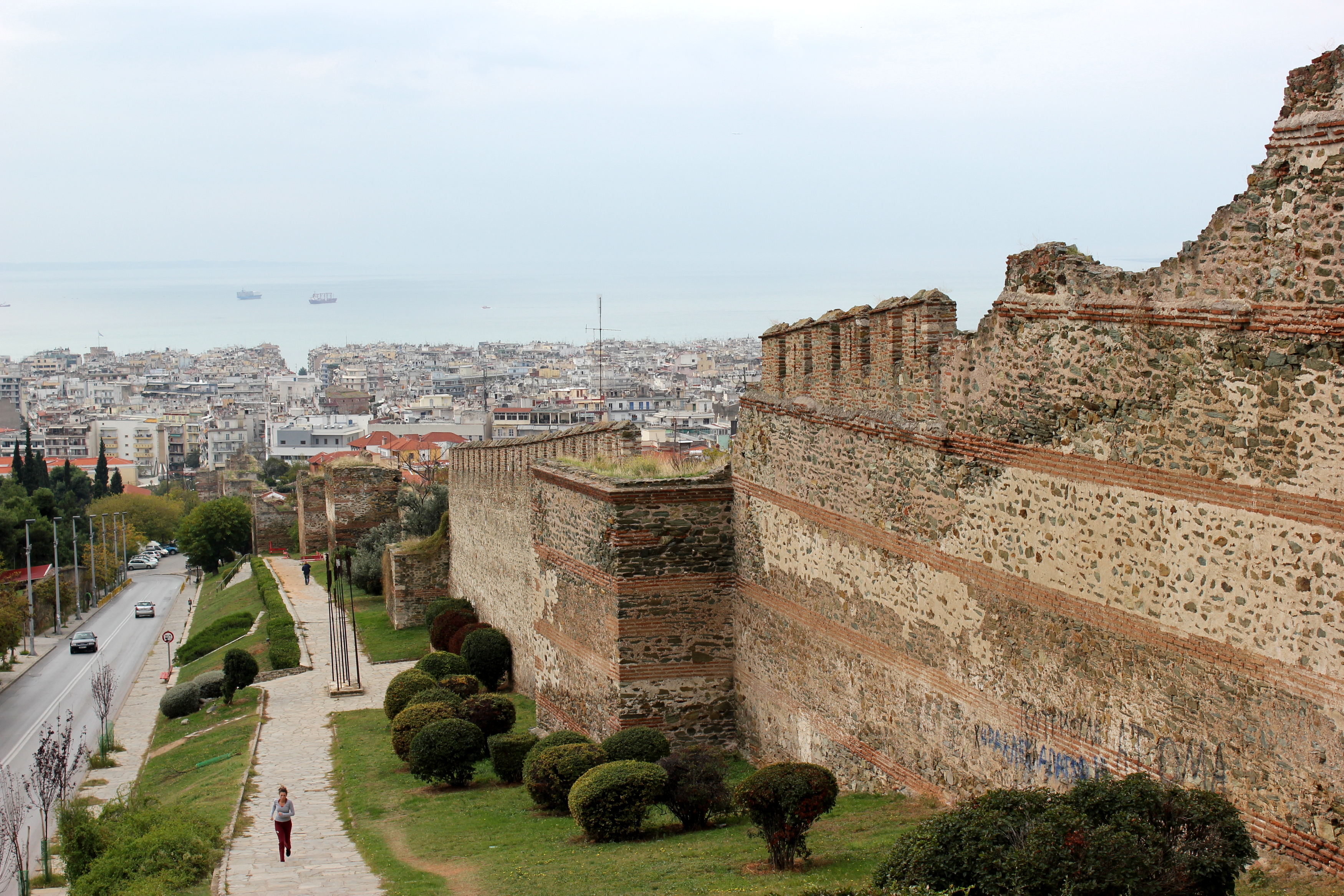
Byzantinische Stadtmauer

In den ersten beiden Jahrhunderten der byzantinischen Zeit (560 bis 750) wurde Thessaloniki wiederholt von vordringenden Awaren, Slawen und Bulgaren erfolglos belagert, unter anderem 586, 610?, 615, 617, 682 und 684 (siehe auch Balkanfeldzüge des Maurikios). Während der slawischen Eroberung weiter Teile Griechenlands im Frühmittelalter leistete die Stadt erfolgreich Widerstand und blieb ein kaiserlicher Stützpunkt: Anfang des 9. Jahrhunderts entstand das byzantinische Archontat Thessaloniki. Im 9. Jahrhundert begann eine lange Friedenszeit, in der Thessaloniki Ausgangspunkt der orthodoxen Christianisierung der Slawen durch Kyrillos (826/827 in Thessaloniki geboren) und Methodios unter Schaffung eines slawischen, glagolitischen Alphabets wurde. Thessaloniki war im Byzantinischen Reich in seinen Glanzzeiten zweitwichtigste Stadt neben der Hauptstadt Konstantinopel, dem heutigen Istanbul.
Im Jahre 904 eroberten und zerstörten Sarazenen die Stadt nach nur dreitägiger Belagerung. 1185 wurde sie durch sizilianische Normannen erobert und verwüstet. Ab 1204 war Thessaloniki Hauptstadt eines kurzlebigen fränkischen Königreichs unter Bonifatius I., Markgraf von Montferrat, im Rahmen des 4. Kreuzzugs. Hagios Demetrios und die Hagia Sofia wurden vorübergehend zu katholischen Kirchen. Von 1224 bis 1242 residierten in Thessaloniki die Despoten von Epiros, 1227 ließ sich hier Fürst Theodoros I. Angelos (ein Vetter des Kaisers Alexios III.) zum Gegenkaiser krönen. In der Zwischenzeit wurde die Stadt dem Bulgarischen Reich des Zaren Iwan Assen II. einverleibt. 1246 wurde die Stadt wieder dem Byzantinischen Reich eingegliedert.
Für Thessaloniki, die zweite Stadt im Reich, begann eine glanzvolle Epoche, von der auch heute noch zahlreiche Kirchenbauten zeugen, die Hagioi Apostoloi, die Hagia Ekaterini, das Vlatades-Kloster oder auch die große Mole, die den Hafen schützte und von der ein Teil bis heute erhalten ist. Venezianer und Genuesen bauten in dieser Zeit ihren Einfluss aus, Venedig erhielt sogar ein eigenes Stadtviertel. Thessaloniki fühlte sich als ein Zentrum der Wissenschaft: Thomas Magister (1270–1325), Demetrios Triklinios (1280–1340), der heilige Gregorios Palamas (1296–1359) oder Demetrios Kydones (1324–1397) wirkten hier. 1308 belagerte die Katalanische Kompanie Thessaloniki erfolglos, 1342 bis 1349 errichteten radikale Revolutionäre (die „Zeloten“) eine autonome Stadtrepublik. Von 1387 bis 1391 und ab 1394 beherrschten zwischenzeitlich Türken die Stadt. 1403 wurde Thessaloniki wieder byzantinisch und kam 1423 an Venedig.

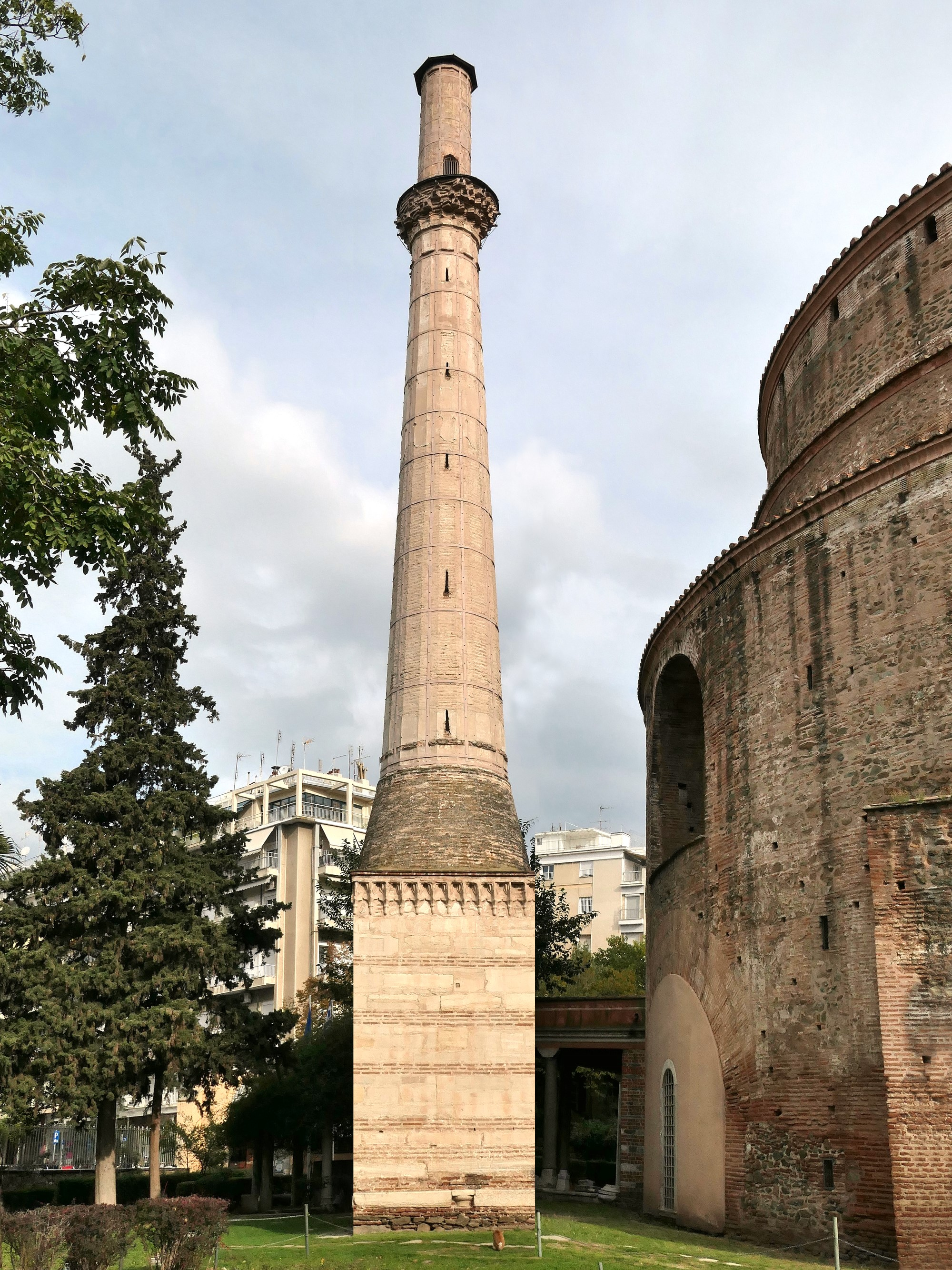
Freistehendes Minarett (renoviert) nach der Umwandlung der römischen Rotunde in eine Moschee im Jahr 1509

### Osmanische Zeit
Am 29. März 1430 wurde Thessaloniki nach fast zweimonatiger Belagerung durch Sultan Murad II. erobert und dem Osmanischen Reich einverleibt. Sein Nachfolger Mehmed II. ließ viele Juden unter mehr oder weniger großem Zwang nach Istanbul umsiedeln, um seine neue Hauptstadt zu vergrößern. Aus Thessaloniki wurde Selânik / سلانيك. Im Jahr 1515 erreichte der Buchdruck die Stadt. Ein Meister dieser Kunst war Gershon Soncino, der vom Soncino-Stammhaus in Italien nach Thessaloniki gekommen war und in hebräischen Lettern druckte. 1520 eröffnete die erste Talmud Tora. Im 17. Jahrhundert war Thessaloniki das wichtigste Handelszentrum des Balkans. 1821/1822 schlugen osmanische Truppen den aufflammenden griechischen Befreiungskampf nieder, der im Süden Griechenlands erfolgreich war das Königreich Griechenland entstehen ließ. Ab 1836 gab es offiziell einen Oberrabbiner im Rang eines Hahambachi. 1857 gründete Darblay aus Corbeil-Essonnes mit den Modiano und Allatini die dampfbetriebene Mühle Darblay jeune, Allatini et Cie.
Ende des 19. Jahrhunderts nahm Thessaloniki einen enormen Aufschwung: Während 1865 die Stadt etwa 50.000 Einwohner hatte, waren es 1880 schon 90.000 und 1895 etwa 120.000. 1869 wurden unter dem Bürgermeister Suleyman Sadi die südlichen Teile der byzantinischen Stadtmauer niedergerissen, um Platz zu schaffen, und am 4. Juni 1870 wurde der neue Hafen eingeweiht. Die Stadtbewohner erhielten so einen offenen Blick auf das Meer. Am 6. Mai 1876 töteten verärgerte Muslime bei einem Tumult den preußischen Vizekonsul Henry Abbott und den französischen Konsul Jules Moulin, was zu einer sofortigen militärischen Intervention der betroffenen Mächte führte. 1871 wurde die Eisenbahn nach Skopje gebaut und 1888 über Belgrad an das europäische Bahnnetz angeschlossen sowie 1896 nach Osten bis Dedeağaç, dem heutigen Alexandroupoli fortgeführt. 1873 begann die Alliance Israélite Universelle mit ihrem allgemeinbildenden und berufsbildenden Unterricht in französischer Sprache. Vorsitzender war Moïse Allatini. Seit 1874 erschien die judenspanische Zeitschrift La Epoca von Bazalel Saadi, die 36 Jahre bestand. Seit 1879/1880 produzierten die Spinnereien der Familien Saïas, Torres und Misrahi. Saïas (Z. Sides & Cie.) beschäftigte vor dem Erdbeben von 1902 rund 470 Arbeiter, meist jüdische Mädchen im Alter von 14 bis 18 Jahren.
1885 nahm die sabbatianistische Schule Feyziye von Anhängern des Schabbtai Zvi den Lehrbetrieb auf. Sie folgte auf die seit 1877 bestehende Terakki-Schule. Joseph Nehama schätzt, dass die drei sabbatianistischen Sekten der Dönme bis 1908 einen Anteil von 11 % an der Stadtbevölkerung erreichten. 1883 begann die Familie Allantini auch mit der Herstellung von Ziegeln und nahm eine gleichnamige Brennerei in Betrieb. 1887 eröffnete das osmanische Gymnasium Idadiye. Die Stadt wurde am 4. und 5. September 1890 durch ein umfangreiches Feuer schwer beschädigt, das 20.000 Menschen, meist Juden, obdachlos machte. Unter anderem brannten das europäische Viertel mit dem britischen und dem griechischen Konsulat, das griechische Krankenhaus, die Sophienkirche, die byzantinische Kirche mit dem Regierungsarchiv, die Metropolitenkirche und sieben Synagogen nieder.

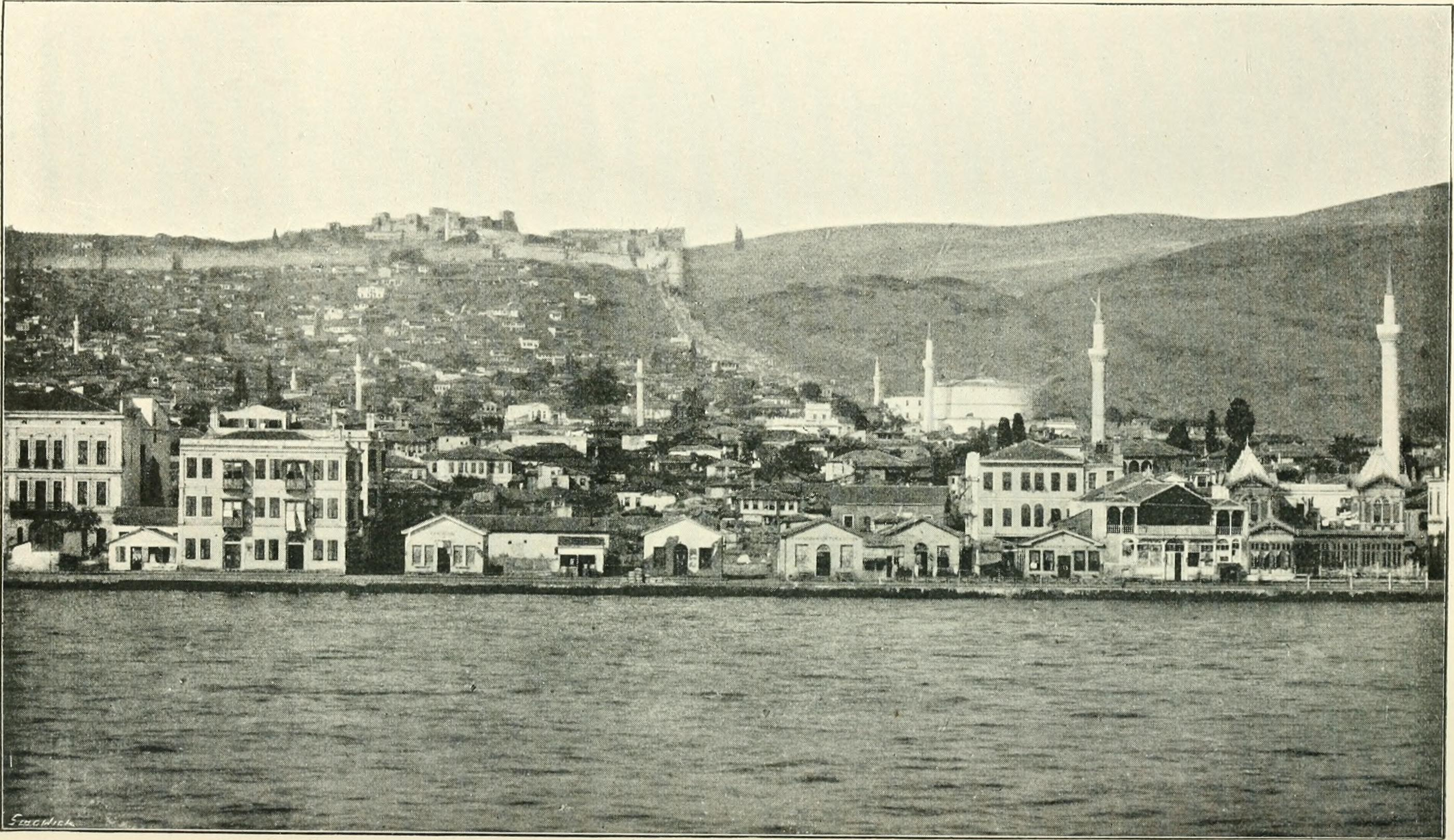
Stadtansicht um 1898, Aufnahme von William Miller (1864–1945)

1890 ging die erste Gasbeleuchtung in Betrieb. 1892 wurden der Gouverneurspalast Konak und das griechische Krankenhaus Theageneion eingeweiht. 1894 folgte die Eröffnung des italienischen Hospitals Regina Marguerita. Der jüdische Friedhof wurde verkleinert und meist antike Gräber aufgehoben, aber auch die Grabstätte von Rabbi Mosche Almosnino aus dem 16. Jahrhundert. Der Volksglaube wollte es, dass der baldige Tod des Verantwortlichen, des Finanzdirektors Mustafa Naili Pascha, dem defterdar jener Jahre, Gottes Strafe dafür war. 1893 wurde die erste Straßenbahn installiert, die anfangs von russischen und ungarischen Pferden gezogen wurde und zur weiteren Expansion der Stadt beitrug. Auch erste Wasserleitungen gingen 1893 in Betrieb. In dieser Zeit wurde eines der wenigen bulgarischen Gymnasien im osmanischen Reich, das Bulgarische Männergymnasium „Gymnasium Kyrill und Method“, mit der ersten Wetterstation der Stadt errichtet. Später folgte auch eine bulgarische Mädchenschule. 1888 entstand die Deutsche Schule Thessaloniki, die 1915 bis 1924 und 1944 bis 1956 infolge der beiden Weltkriege geschlossen war. 1904 wurde das Bulgarische Wirtschaftsgymnasium eröffnet.

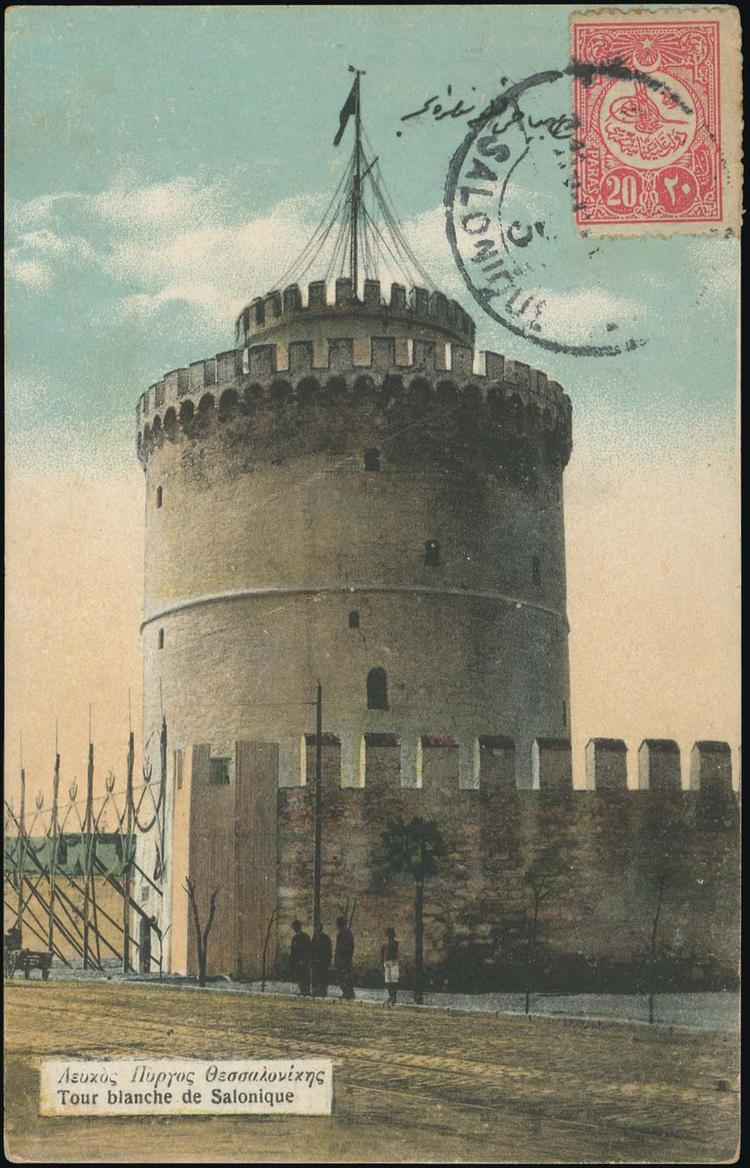
Ansicht des Weißen Turms, Wahrzeichen der Stadt, um 1912

Mustafa Kemal Atatürk, der Begründer der Republik Türkei, wurde 1881 in Thessaloniki geboren (sein Geburtshaus ist heute Museum und Teil des türkischen Konsulats). Nachdem Vitaliano Poselli sich erfolgreich als Architekt in Thessaloniki etabliert hatte, folgte um 1890 sein Landsmann Pierro Arrigoni, die beide zahlreiche private und öffentliche Bauten entwarfen und das Bild der Stadt prägten. Die Freimaurer waren mit der Loge Macedonia Risorta präsent. 1896 wurde die 510 Kilometer lange Eisenbahnstrecke nach Istanbul eröffnet. Sie folgte der Küste und wurde mit Geldern des Osmanischen Reiches von der französischen Société du Chemin de Fer Ottoman Jonction Salonique–Constantinople gebaut. 1898 wurde die neue Synagoge Beth Saul errichtet. M. Leonidas öffnete 1900 das Grand Hôtel seinen betuchten Gästen. Sein geräumiger Innenhof beherbergte den Winterzirkus, hier sang Sarah Skinazy. Ein gut etablierter Fotograf war Ali Eniss, der in kufischem Osmanisch und Jugendstil damit warb, der „Hon.[orar] Dragoman des k. deutschen Consulates“ zu sein.

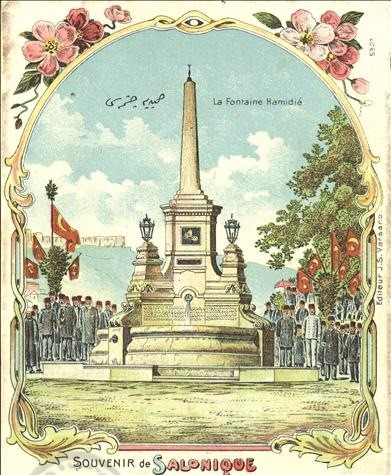
Einweihung des Hamidischen Brunnens, 1886

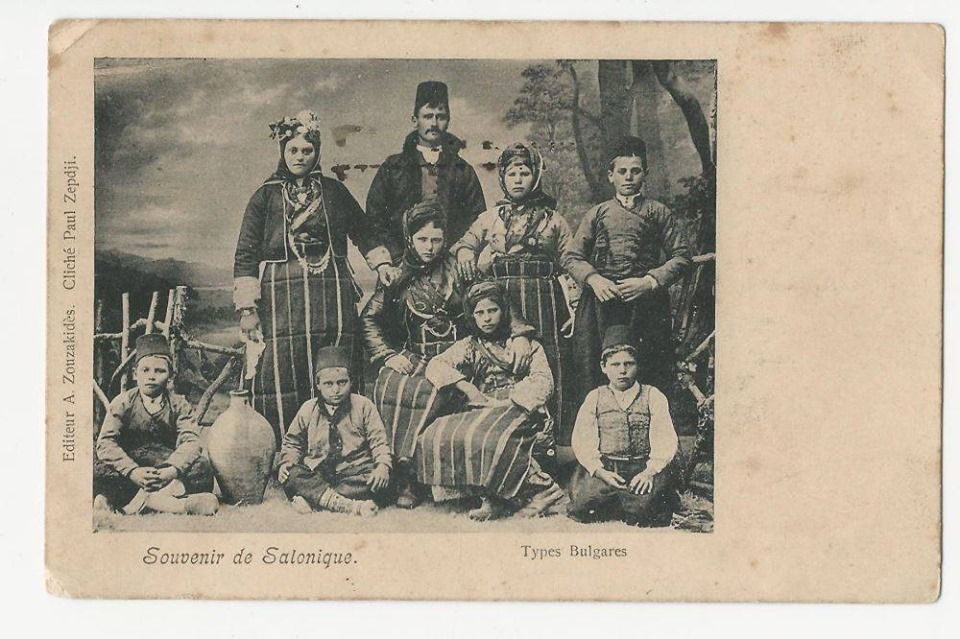
Paul Zepdji: Bulgarische Familie, Studioaufnahme, 19. Jahrhundert

Die Muslime beteten ab 1902 in der neuen Moschee Yeni Cami. Ein mehrheitlich muslimischer Stadtteil in der überwiegend von Juden bewohnten Stadt war Kule Kahveleri. 1903 entstand das griechische Waisenhaus Papaphion. Am 28. und 29. April 1903 wurde die Stadt und ihr Umland in den Attentaten von Thessaloniki Ziel von Bomben der bulgarischen BMARK. Dabei wurde das französische Schiff Guadalquivir im Hafen versenkt. Auch die Ottomanische Bank, das Hotel Colombo des Kochs Angiolino Colombo, der Bahnhof und der Deutsche Klub wurden schwer beschädigt. Colombo hatte jedoch schon sechs Jahre zuvor die gute Idee, in seine Geburtsstadt Como zurückzukehren. 1904 eröffnete das städtische Krankenhaus. Im westlichen Stadtteil Çayır expandierten die Gerberei Frères Noussia & Cie., die Osmanische Gasgesellschaft und Carlo Allatinis 1883 als Brennerei gegründete Brauerei Olympos.
1907 wurde Henri Perreras Hirsch-Bikkur-Cholim-Hospital eröffnet und Jacob Meir zum Oberrabbiner ernannt, zugleich ging die elektrifizierte Straßenbahn in Betrieb. 1908 streikten die Arbeiter. Im selben Jahr nahm die Jungtürkische Revolution von Thessaloniki aus ihren Anfang. 1909 verbannten die Jungtürken den abgesetzten Sultan Abdülhamid II. nach Thessaloniki und stellten ihn mit seiner Familie in der Villa Allatini (später auch Ordu Köşku) unter Hausarrest. Thessaloniki blieb bis zu den Balkankriegen unter osmanischer Herrschaft. Ebenfalls im Jahr 1909 rief Abraham Benaroya die Sozialistische Arbeiterföderation ins Leben. Im Januar 1911 fand eine Konferenz der sozialistischen Parteien der Türkei statt. Am folgenden Ersten Mai defilierten 20.000 Demonstranten auf dem Freiheitsplatz. Benaroya gründete 1911 die Zeitschriften Solidaridad Ovradera (dt. Arbeitersolidarität) und Avanti (dt. Vorwärts, bis 1935). Im Juni 1911 musste er ins serbische Exil. Auch Frauen demonstrierten und begannen sich politisch zu engagieren. Emine Semiye schrieb in der Zeitung Asır über Mädchenerziehung und Frauenrechte. Thessaloniki erreichte kurz vor der griechischen Eroberung die Zahl von 100.000 Einwohnern.

### Balkankriege und Erster Weltkrieg
Am 8. November 1912, 20 Tage nach der Kriegserklärung Montenegros, Serbiens, Bulgariens und Griechenlands an das Osmanische Reich (Erster Balkankrieg), belagerten griechische Truppen und bulgarische Truppen die Stadt. Im Hafen von Thessaloniki wurde bereits am 31. Oktober das Panzerschiff Feth-i Bülend (1869) von dem griechischen Torpedoboot-Nr.-11 versenkt. Der Kommandeur der osmanischen Streitkräfte Hasan Tahsin Paşa handelte ein Übergabeprotokoll aus und entschied sich, die Stadt den Griechen (und nicht den Bulgaren) kampflos zu überlassen – mit ihm gingen 25.000 Soldaten in Gefangenschaft.
Am 18. März 1913 fiel der griechische König Georg I. in Thessaloniki einem Attentat zum Opfer. Am 8. Juli erklärten Serbien, Montenegro, die Türkei, Rumänien und Griechenland Bulgarien nach einem bulgarischen Angriff auf Serbien den Zweiten Balkankrieg, in dessen Verlauf die Bulgaren aus Thessaloniki vertrieben wurden. Im Frieden von Bukarest am 10. August 1913 wurden Thessaloniki und weitere Teile Makedoniens Griechenland zugesprochen. Im Ersten Weltkrieg landeten Mitte Oktober 1915 mit Unterstützung des griechischen Ministerpräsidenten Eleftherios Venizelos gegen den Willen des griechischen Königs Konstantin I., der aus dem deutschen Adelshaus Sonderburg-Glücksburg stammte, alliierte Truppen in Thessaloniki, um die in Serbien stehenden Truppen der Mittelmächte (Österreich-Ungarn, Türkei, Deutschland, Bulgarien) anzugreifen (vgl. Salonikifront). Am 18. Oktober 1916 rief Venizelos in Thessaloniki eine Gegenregierung aus. Von 1916 bis 1918 befand sich in Thessaloniki das Hauptquartier der alliierten Besatzungstruppen (Orientarmee). Am 18. bis 20. August 1917 zerstörte ein Großbrand nahezu das gesamte südliche Stadtzentrum. Der Wiederaufbau wurde von Ernest Hébrard geleitet, der zuvor mit der Orientarmee nach Thessaloniki gekommen war. Der Wiederaufbau in einem orientalisierenden Art déco prägt heute vor allem das Zentrum um die Plateia Aristotelous (Aristoteles-Platz).
Der nach dem Ersten Weltkrieg von Griechenland gegen die Türkei geführte Griechisch-Türkische Krieg (1919–1922) in Kleinasien führte in die Niederlage Griechenlands und in eine Flüchtlingskatastrophe. Im Vertrag von Lausanne 1923 wurde ein Bevölkerungsaustausch vereinbart: Ein großer Teil der griechischen Flüchtlinge aus Anatolien fand eine neue Heimat in und um Thessaloniki, im Gegenzug verließ die türkische Bevölkerung die Stadt. 1926 fand erstmals die Internationale Messe Thessaloniki statt. Bis dahin gab es nur die unregelmäßigen Industrie- und Warenschauen im Athener Zappeion. Bis heute ist sie die wichtigste Messe Griechenlands, wenn auch Spezialmessen deren Bedeutung geschmälert haben.

### Deutsche Besatzung und das Schicksal der jüdischen Gemeinde

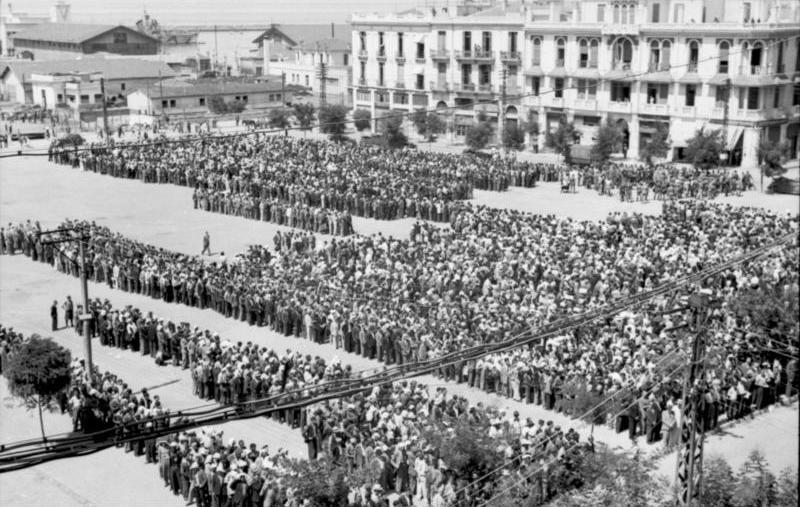
Thessaloniki im Juli 1942, Juden werden unter der deutschen Besatzung Griechenlands zusammengetrieben, Aufnahme der Propagandakompanie

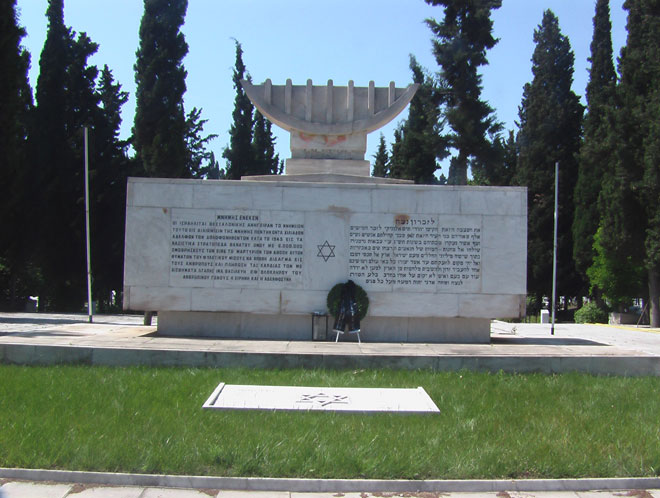
Holocaust Memorial auf dem Friedhof Thessaloniki

Wegen der großen jüdischen Gemeinde war die Stadt früher auch als „Jerusalem des Balkans“ bekannt. Neuere archäologische Funde auf dem alten jüdischen Friedhof weisen auf eine jüdische Besiedlung Thessalonikis seit dem 2. Jahrhundert nach Christus hin. Die meisten jüdischen Bewohner der Stadt stammten jedoch von sephardischen Juden ab, die im 15. Jahrhundert von der Iberischen Halbinsel vertrieben worden waren (Alhambra-Edikt).
Vor dem Zweiten Weltkrieg zählte die Stadt etwa 40 Synagogen und hatte eine jüdische Bevölkerung von etwa 56.000 Personen. Sie galt damit als größte sephardische Gemeinde Europas. Bis ins 20. Jahrhundert war Ladino neben Griechisch die dominierende Sprache. 1910 hielt sich David Ben-Gurion zum Türkischstudium in der Stadt auf und war fasziniert von der Vielfalt des jüdischen Gemeinwesens. 1933 entstand für jüdische Flüchtlinge nördlich von Jaffa (Israel) der Vorort Florentin, nachdem am 29. Juni 1931 in Folge des Campbell Pogroms im Stadtteil Camp Campbell durch von der faschistischen Partei Ethniki Enosis Ellados gelegte Brände 250 jüdische Familien obdachlos geworden waren. Bis zu 18.000 Juden flohen ins Mandatsgebiet Palästina.
Von April 1941 bis zum 30. Oktober 1944 war Thessaloniki infolge des Balkanfeldzugs von deutschen Truppen besetzt und in einer ehemaligen Kaserne bestand das KZ Pavlos Melas. Die deutschen Besatzer forderten hohe Schutzgelder von der jüdischen Gemeinde. Diese Schutzgelder beliefen sich insgesamt auf den enormen Betrag von 3 Billionen Drachmen, wurden aber dennoch seitens der Besatzer als unzureichend empfunden. Daraufhin beschlagnahmten die Besatzer am 6. Dezember 1942 den jüdischen Friedhof und demontierten die Grabsteine zum Bau eines Schwimmbeckens für die deutschen Soldaten. Anschließend wurden Steine auch als Baumaterial an die Bevölkerung abgegeben. Militärverwaltungsoberrat Karl Blaesing stellte am 1. Oktober 1943 einer Kirchengemeinde Marmor aus dem zerstörten jüdischen Friedhof zur Verfügung. Der Friedhof hatte etwa 300.000 bis 500.000 Gräber und gehörte zu den größeren seiner Art. Die Fläche veräußerten sie als Bauland, ein Teil der Aristoteles-Universität befindet sich auf der Fläche.
Zwischen März und August 1943 wurden in 19 Zugtransporten von den deutschen Besatzern unter der Leitung von SS-Hauptsturmführer Walter Baach (* 1908), der hier als Polizeiattaché eingesetzt war und Unterstützung durch die „Judenexperten“ des Reichssicherheitshauptamtes Dieter Wisliceny und Alois Brunner erhielt, nahezu alle thessalonischen Juden ins KZ Auschwitz deportiert; dort wurden sie ermordet (siehe dazu Vernichtung der jüdischen Gemeinde). Nur etwa 2000 Juden überlebten. Das italienische Generalkonsulat in Thessaloniki konnte unter der Leitung von Guelfo Zamboni 322 Juden evakuieren, davon 217 mit italienischer Staatsbürgerschaft, 92 mit provisorisch ausgestellten italienischen Pässen sowie 13 weitere Juden, die in familiären Verbindungen mit den ersten beiden Gruppen standen. 367 spanische Juden wurden nach Bergen-Belsen deportiert und später an das frankistische Spanien ausgeliefert. In Anbetracht der Totalplünderungen von Wohnungen deportierter Juden durch Wehrmachtangehörige waren diese in der Regel danach unbewohnbar.
Der deutsche Leiter der hier ansässigen Marinewetterwarte, Georg Eckert, gewann bei deutschen Militärstellen und Besatzungsbehörden Einfluss und konnte unter dem Deckmantel völkerkundlicher Studien (die er tatsächlich betrieb, Habilitation 1943 in Bonn) zugleich Kontakte zur griechischen Widerstandsbewegung aufnehmen. Er konnte einige Verfolgte retten und Vergeltungsmaßnahmen verhindern. Im Herbst 1944 vermittelte er zwischen der Wehrmacht und der Volksbefreiungsarmee ELAS den kampflosen Abzug der deutschen Truppen aus Saloniki und ging dann mit seinen Gefolgsleuten zur ELAS über. Aus politisch zuverlässigen Personen bildete Eckert ein „Antifaschistisches Komitee“, das die in Saloniki verbliebenen deutschen Widerständler, Deserteure und Kriegsgefangenen der ELAS, die sich der Übergabe an die britischen Truppen entzogen hatten, unter griechischer Oberaufsicht in antifaschistischen Kompanien organisierte.

### Nachkriegszeit
Nach Ende des griechischen Bürgerkriegs 1949 begannen der Wiederaufbau und die wirtschaftliche Erholung der Stadt. Die Stadt wird auch „Mithauptstadt“ (griechisch συμπρωτεύουσα, symprotevousa) genannt, da sie von ihren Bewohnern als gleichwertig zu Athen wahrgenommen wird. Sie bildet zu dieser aber auch bis heute einen Gegenpol. Entfernt vergleichbar ist diese Bipolarität mit den Städten Amsterdam und Rotterdam in den Niederlanden. Die Internationale Messe Thessaloniki erlangte in der Nachkriegszeit eine bedeutende Rolle. Auf der Messe von 1957 wurde der in Griechenland sehr beliebte Café frappé präsentiert. In den 1960er Jahren wurden das neoklassizistische Gebäude Palataki, das zunächst noch als nordgriechischer Sitz der königlichen Familie gedacht war, der neue Hauptbahnhof und das sogenannte Palais des Sports fertiggestellt. 1966 übertrug erstmals das griechische Fernsehen vom OTE-Fernsehturm, der kurz zuvor am Messegelände fertiggestellt worden war. 1972 wurde das 5-Sterne-Hotel Makedonia Palace eröffnet, 1974 das Alexander-der-Große-Denkmal eingeweiht.

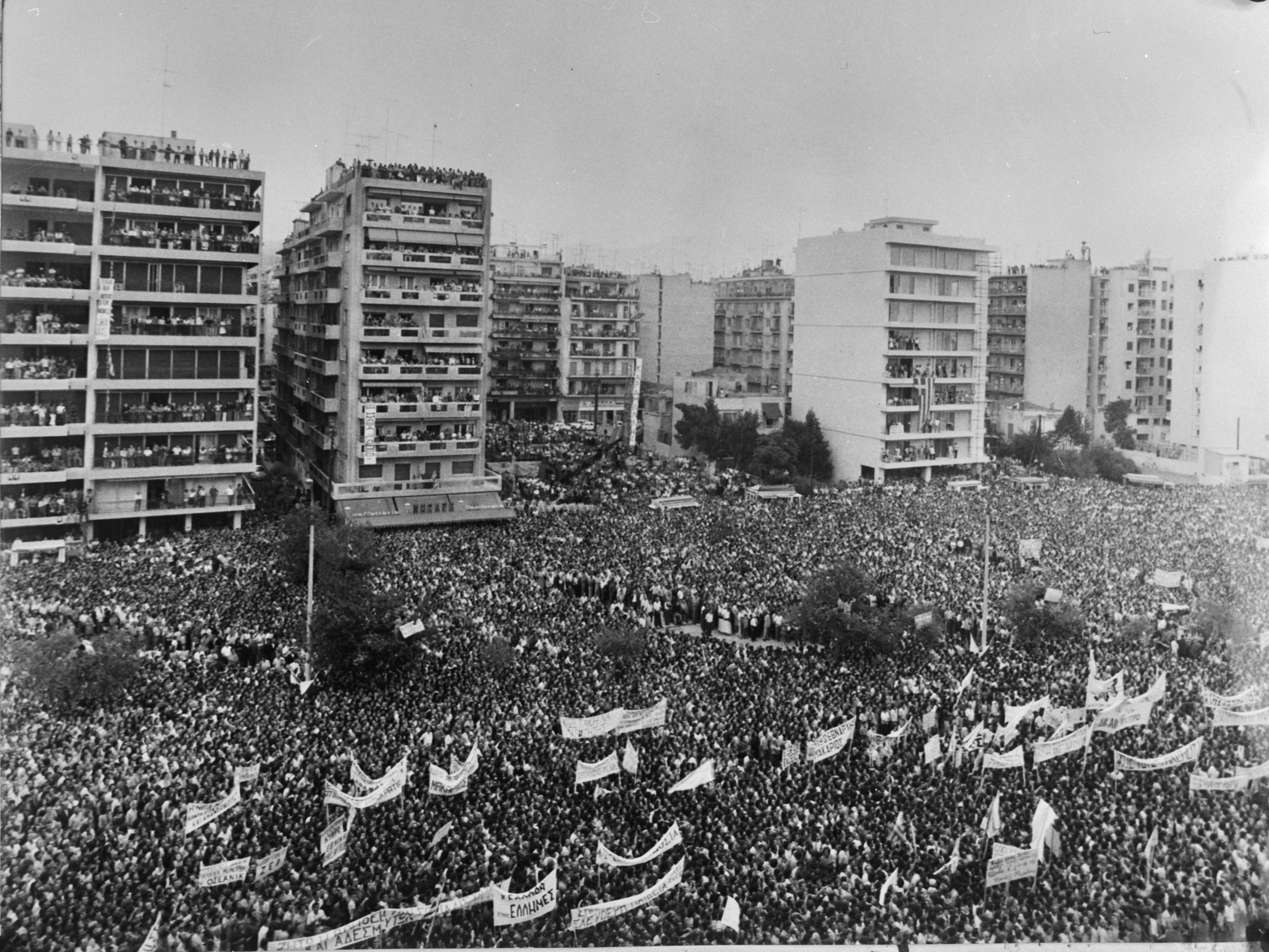
Menschen anlässlich des Besuchs von Konstantinos Karamanlis am 4. September 1974 in Thessaloniki

Am 20. Juni 1978 wurde Thessaloniki und seine Umgebung von einem schweren Erdbeben mit der Schwere 6,6 auf der Richterskala erschüttert: Das Epizentrum des Bebens lag 30 km nordöstlich der Stadt; das Beben forderte 50 Todesopfer und verursachte erhebliche Sachschäden.
1997 war die Stadt Kulturhauptstadt Europas. In diesem Kontext wurde ein Vorgänger des heutigen Jüdischen Museums eröffnet, das Kulturministerium erwarb die Sammlung von George Costakis als Grundstock für das Staatliche Museum für zeitgenössische Kunst. Die 1997 errichtete Kunstinstallation Ombréles an der Seepromenade Nea Paralia blieb der Stadt ebenfalls erhalten.
Auf dem Gipfel im Juni 2003 in Porto Carras bei Thessaloniki, während der griechischen Ratspräsidentschaft der Europäischen Union, wurde die Integration der Staaten des früheren Jugoslawien und Albaniens als das nächste große Ziel in der EU-Erweiterung festgelegt (Versprechen von Thessaloniki). Die Stadt richtete vom 11. bis 27. August 2004 einen Teil der Fußball-Wettbewerbe der Olympischen Sommerspiele 2004 aus.
2006 wurde der Bau der Metro Thessaloniki begonnen, die, nach vielen Verzögerungen, 2024 ihren Betrieb aufnahm.
2010 wurde die Gemeinde Thessaloniki mit der Verwaltungsreform 2010 um die Nachbargemeinde Triandria erweitert.
Am 5. Dezember 2022 wurde der sanierte Modiano-Markt, erbaut in den 1920er Jahren, für die Öffentlichkeit wieder eröffnet.

### Bevölkerungsentwicklung

Die Stadtviertel von Xirokrini

Obwohl die Bevölkerung der Gemeinde Thessaloniki im Vergleich der letzten drei Volkszählungen zurückgegangen ist, ist die Großraumbevölkerung gewachsen, da verstärkt Bewohner in die Vororte ziehen. Die Stadt bildet die Basis einer Metropolregion.
| Jahr | Stadtbevölkerung | Änderung        | Bevölkerung in der Metropolregion |
| ---- | ---------------- | --------------- | --------------------------------- |
| 1981 | 406.413          | N/A             | N/A                               |
| 1991 | 383.967          | –22,446/–5,52 % | N/A                               |
| 2001 | 363.987          | –19,980/–5,20 % | 954.027                           |

## Klima
Thessaloniki liegt im Bereich des mediterranen Klimas. Durch die nahe Landverbindung zum Balkan sind allerdings die Temperaturen ein paar Grad niedriger als im südlichen Griechenland (im Mittel 1,6 Grad kühler als Athen). Im Winter kommt es daher häufiger zu Kaltlufteinbrüchen aus dem Norden, die jährlich zu Bodenfrost und fast jährlich zu Schneefällen führen.
|                       | Jan | Feb  | Mär  | Apr  | Mai  | Jun  | Jul  | Aug  | Sep  | Okt  | Nov  | Dez  |   |      |
| Mittl. Tagesmax. (°C) | 9,6 | 12,0 | 14,1 | 19,6 | 24,8 | 29,6 | 32,3 | 32,7 | 27,9 | 22,0 | 16,7 | 12,0 | ⌀ | 21,2 |
| Mittl. Tagesmin. (°C) | 1,4 | 2,4  | 4,6  | 7,9  | 12,6 | 16,9 | 19,4 | 19,5 | 16,1 | 11,6 | 7,9  | 3,4  | ⌀ | 10,3 |
|                       |     |      |      |      |      |      |      |      |      |      |      |      |   |      |
| Niederschlag (mm)     | 39  | 40   | 46   | 36   | 44   | 31   | 22   | 21   | 27   | 40   | 57   | 53   | Σ | 456  |
|                       |     |      |      |      |      |      |      |      |      |      |      |      |   |      |
| Sonnenstunden (h/d)   | 3,3 | 4,0  | 4,7  | 6,6  | 8,1  | 9,6  | 10,8 | 9,8  | 7,9  | 5,3  | 3,8  | 3,1  | ⌀ | 6,4  |
|                       |     |      |      |      |      |      |      |      |      |      |      |      |   |      |
| Regentage (d)         | 7   | 6    | 7    | 5    | 6    | 4    | 3    | 3    | 3    | 5    | 7    | 7    | Σ | 63   |
|                       |     |      |      |      |      |      |      |      |      |      |      |      |   |      |
| Wassertemperatur (°C) | 12  | 12   | 13   | 14   | 18   | 22   | 24   | 25   | 23   | 20   | 16   | 14   | ⌀ | 17,8 |
|                       |     |      |      |      |      |      |      |      |      |      |      |      |   |      |
| Luftfeuchtigkeit (%)  | 75  | 71   | 72   | 68   | 65   | 58   | 52   | 52   | 61   | 67   | 78   | 78   | ⌀ | 66,4 |

| 1,4 |

| 2,4 |

| 4,6 |

| 7,9 |

| 12,6 |

| 16,9 |

| 19,4 |

| 19,5 |

| 16,1 |

| 11,6 |

| 7,9 |

| 3,4 |

| 1,4 |

| 2,4 |

| 4,6 |

| 7,9 |

| 12,6 |

| 16,9 |

| 19,4 |

| 19,5 |

| 16,1 |

| 11,6 |

| 7,9 |

| 3,4 |

## Verkehr und Infrastruktur

Straßenkarte von Thessaloniki und Vororten

### Schiffsverkehr
Der Hafen von Thessaloniki ist der wichtigste Schiffsumschlagsplatz für den gesamten Balkan, bietet Fährverbindungen in die Ägäis und dient der internationalen Kreuzschifffahrt. Der internationale Handelshafen schlug 2008 etwa 16 Millionen Tonnen um.

### Flugverkehr
Der Flughafen Thessaloniki stellt viele Verbindungen zu nationalen sowie europäischen und nichteuropäischen Flughäfen her.

### Eisenbahn
Thessaloniki ist der für Griechenland wichtigste Eisenbahnknotenpunkt und stellte früher die Verbindung des Landes nach Mittel- und Osteuropa her. Über viele Jahre hat die Bedeutung der von Thessaloniki ausgehenden Eisenbahntransitstrecke nach Mitteleuropa stark abgenommen. Gründe waren die Situation im ehemaligen Jugoslawien sowie im Personenverkehr der stärkere Wettbewerb durch preiswerte Flugverbindungen. Die Verkehrsströme gehen heute nach Süden; Waren für andere Länder der Europäischen Union werden über Igoumenitsa verschifft.
Der Hauptbahnhof von Thessaloniki besteht in der heutigen Form seit 1962, ist ein Kopfbahnhof und liegt im Westen des Stadtzentrums. Der Bahnhof verfügt über eine Verladestelle für Autoreisezüge. Die Griechische Staatsbahn (OSE) hat in den letzten Jahren die Magistrale des Landes nach Athen, die Bahnstrecke Piräus–Thessaloniki, in großem Umfang ausgebaut und elektrifiziert. Die Intercity-Verbindung stellt eine Reisealternative zur Flugverbindung Thessaloniki–Athen dar, zumal auch Anschluss an die Peloponnes besteht. Von 2005 bis 2011 wurde eine Direktverbindung nach Istanbul über die Bahnstrecke Thessaloniki–Alexandroupoli angeboten. Seit dem 10. Mai 2014 wurden erneut tägliche Verbindungen nach Sofia sowie in der Sommersaison eine Verbindung über die Bahnstrecke Thessaloniki–Idomeni nach Skopje und Belgrad angeboten. Seit spätestens 2022 sind alle internationalen Verbindungen bis auf Weiteres eingestellt.

### Busverkehr
Personen nach und von Bulgarien und Nordmazedonien werden seit den 1990er Jahren vor allem durch regelmäßige Busverbindungen befördert, die kostengünstiger und zeitlich konkurrenzfähig sind. Von Thessaloniki aus gibt es zahlreiche Busverbindungen des KTEL-Verbunds in die nähere und weitere Umgebung der Stadt sowie einige Fernbusverbindungen ins übrige Griechenland.

### Innerstädtischer Verkehr
Am 7. April 2006 wurde nach 15 Jahren Planung und Verbesserung der Vertrag für den Bau einer in der ersten Phase 9,6 km langen Metrolinie mit 13 Stationen unterschrieben. Nach einigen Verzögerungen, vor allem aufgrund der griechischen Finanzkrise, konnte im August 2017 die Fertigstellung der Tunnelbohrungen verlautbart werden. Die Eröffnung der ersten Teilstrecke erfolgte am 30. November 2024.
OASTH betreibt die Stadtbusse innerhalb Thessalonikis.

### Straßenverkehr
Ein modernes Schnellstraßensystem (Autobahn und Stadtautobahn) führt in alle vier Himmelsrichtungen. Die Autobahn 2 (A2, E 90) führt von Westen her kommend (Igoumenitsa, Ioannina, Kozani, Veria, Athen) im Norden um Thessaloniki herum (Außenring Thessaloniki) und geht weiter in Richtung Kavala, Xanthi, Alexandroupoli. In Richtung Süden und Südosten (Chalkidiki) besteht eine Verbindung zwischen der A2 und dem Innenring Thessaloniki (Nationalstraße 16 und A16). Der Innenring von Thessaloniki umgeht die Stadt auf den Höhen des Stadtwalds Seich-Sou in Richtung Kalamaria, Flughafen Thessaloniki und Chalkidiki. Der Innenring ist in beiden Richtungen durchgängig dreispurig ausgebaut und ist kreuzungs- und ampelfrei. Der Außenring von Thessaloniki ist durchgängig dreispurig mit einem Standstreifen in jede Richtung. Die Nationalstraße 67 führt autobahnähnlich (2 Richtungsfahrbahnen bis Nea Kallikratia) ausgebaut nach Nea Moudania auf der Chalkidiki und kreuzt östlich des Stadtzentrums von Kalamaria den Innenring von Thessaloniki. Das Teilstück der Nationalstraße 67 von Nea Kallikratia bis nach Nea Moudania ist in Bau: nach Abschluss der Ausbauarbeiten ist eine Aufstufung zur Autobahn möglich. An die Nationalstraße 67 ist der Flughafen Thessaloniki (fast) kreuzungsfrei in Höhe der Ortschaften Tagarades und Thermi angeschlossen.
Die Autobahn 1 (A1, E 75, PATHE) von Evzoni an der Grenze zu Nordmazedonien nach Athen, Larisa und Lamia führt nicht durch Thessaloniki, sondern läuft westlich der Stadt entlang des Flusses Axios nach Süden.

## Wirtschaft

### Industrie
In Thessaloniki und Umgebung arbeitet eine wichtige Lebensmittelindustrie für den griechischen Markt und für den Export (u. a. für Europa und den vorderen Orient), ebenfalls eine Tabakindustrie. Es gibt auch eine gute Möbelindustrie. Eine sehr moderne Erdölraffinerie mit saudi-arabischer Beteiligung hat große überregionale Bedeutung erlangt. Thessaloniki ist Hauptsitz eines Großteils der griechischen Solarindustrie. Die jährlich stattfindende internationale Herbstmesse ist die bedeutendste Industrie- und Handelsmesse Griechenlands.

### Medien
Die Stadt ist Sitz des öffentlich-rechtlichen Fernsehsender ET3 und des privaten Makedonia TV; größte Tageszeitung ist Makedonia.

### Tourismus

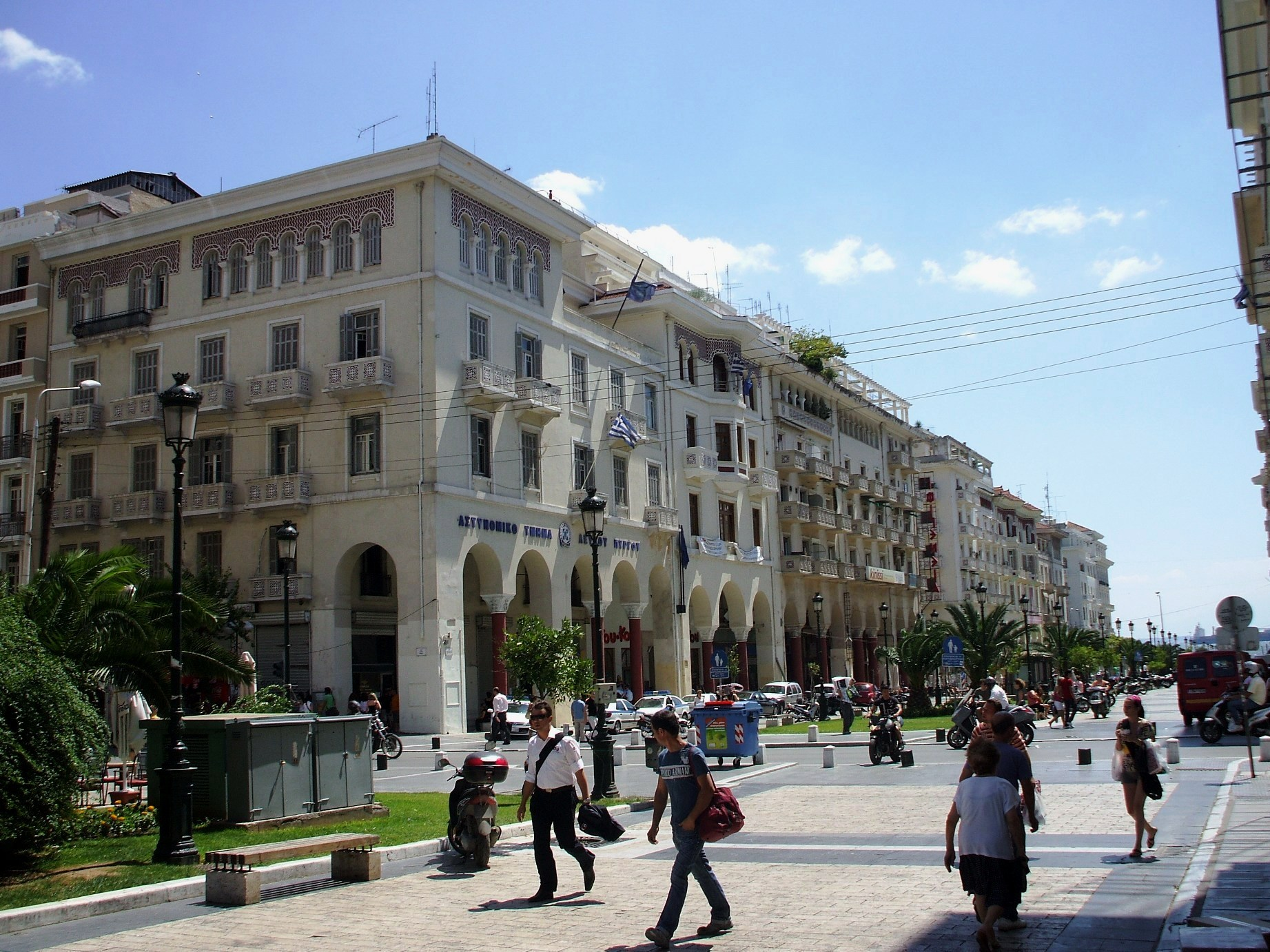
Odos Aristotelous

Die Stadt hat viele interessante Sehenswürdigkeiten vorzuweisen und ist urban geprägt. In Ladadika (ehemals Viertel der Olivenölhändler) ist ein Viertel mit vielen traditionellen und auch preiswerten Tavernen und Ouzerien.
Die 2011 neu aufgenommene direkte Flugverbindung nach Istanbul durch Turkish Airlines hat die Zahl der türkischen Touristen verdoppelt.

## Bildungseinrichtungen
Thessaloniki verfügt über mehrere Hochschulen: die Aristoteles-Universität Thessaloniki, die Universität Makedonien, die International Hellenic University sowie ein Technisches Ausbildungsinstitut Thessaloniki. Insgesamt gibt es etwa 100.000 Studenten. Daneben existieren Forschungseinrichtungen wie das Institut für Balkanstudien.

## Öffentliche Verwaltung

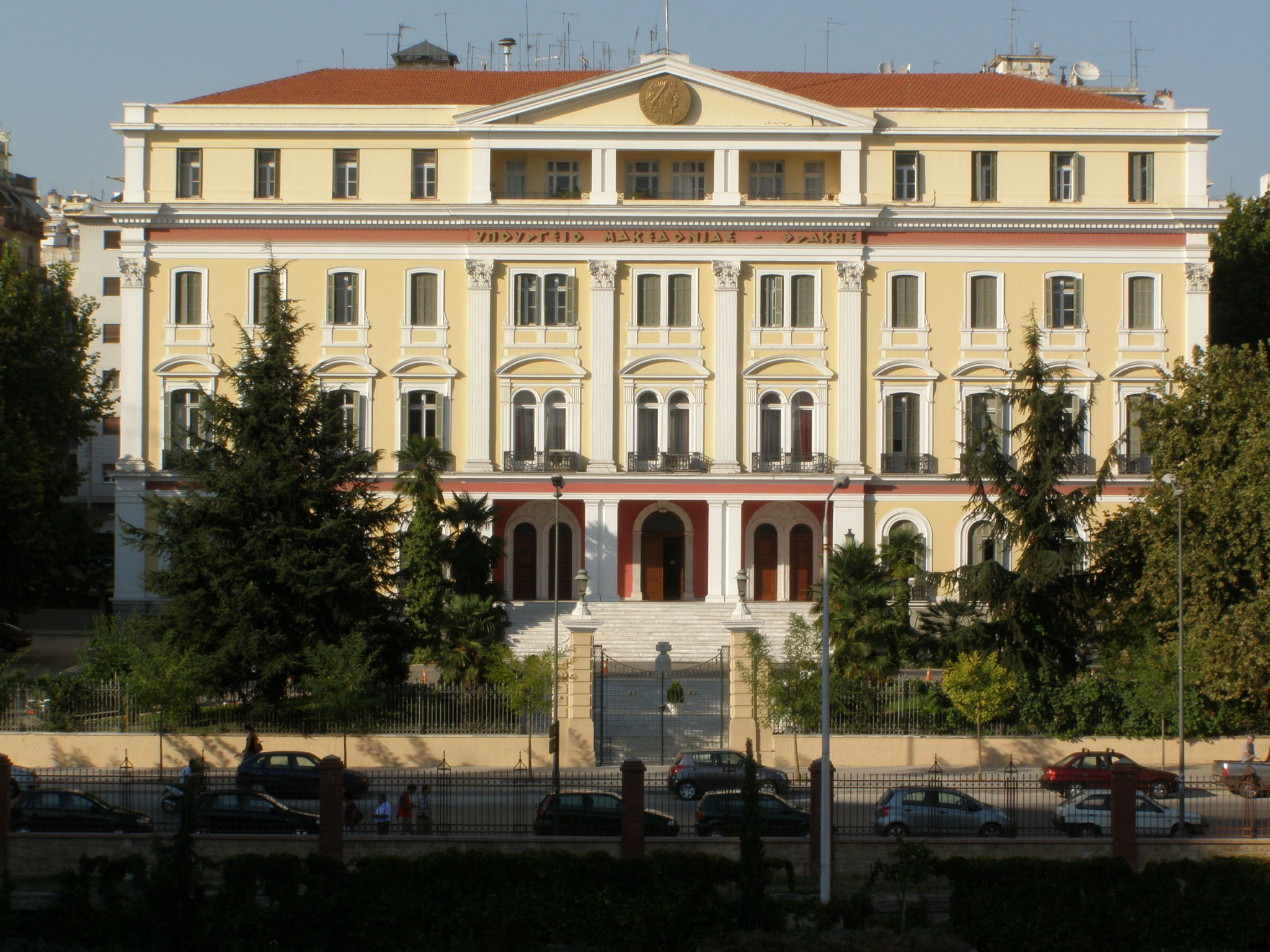
Der Sitz der Behörde für Makedonien und Thrakien

In Saloniki befand sich bis zu dessen Auflösung 2010 das Ministerium für Makedonien und Thrakien, das auch für die Ausstellung von Tagesvisa für nichtgriechische Besucher der Republik Athos zuständig war. Dessen Nachfolge ist im Zug der Verwaltungsreform die Dezentrale Behörde für Makedonien und Thrakien angetreten, die im selben Gebäude ihren Sitz hat.
Bürgermeister ist seit 1. Januar 2024 Stelios Angeloudis. Das deutsche Nachrichtenmagazin Der Spiegel berichtete im Februar 2012 von Erfolgen seines Vorgängers, Giannis Boutaris, bei der Sanierung der Kommunalverwaltung.

## Stadtbild

Historisches Stadtzentrum

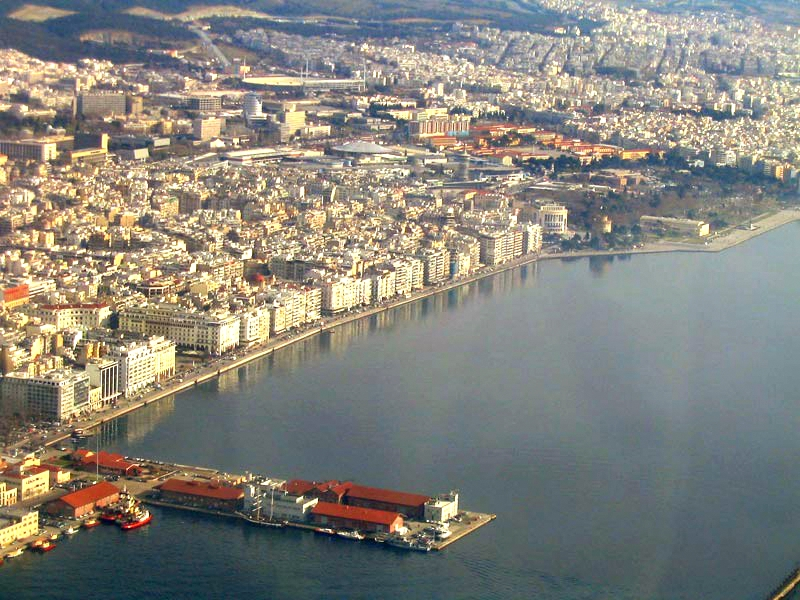
Die „alte“ Promenade

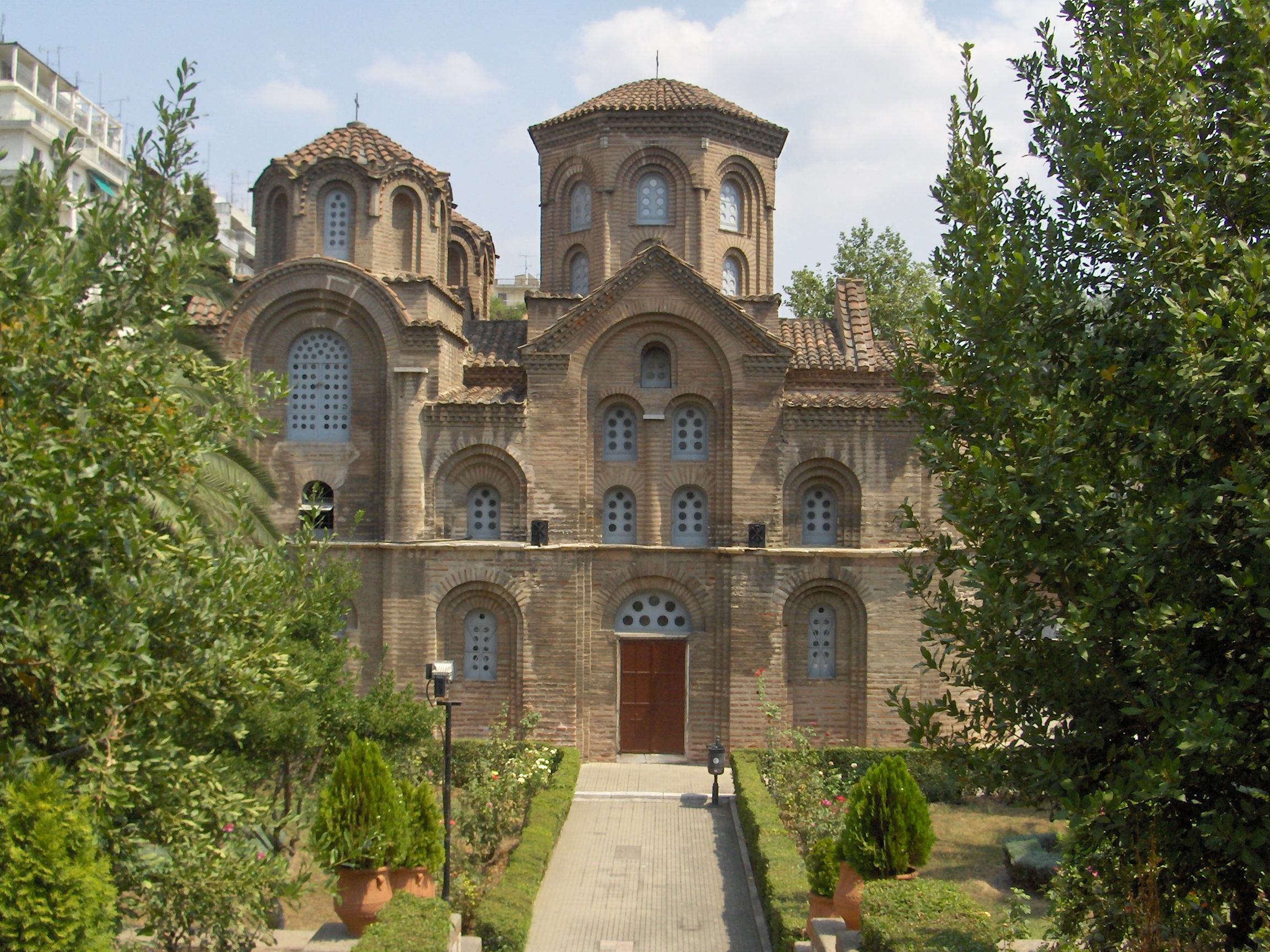
Die byzantinische Kirche Panagia Chalkeon inmitten der Innenstadt

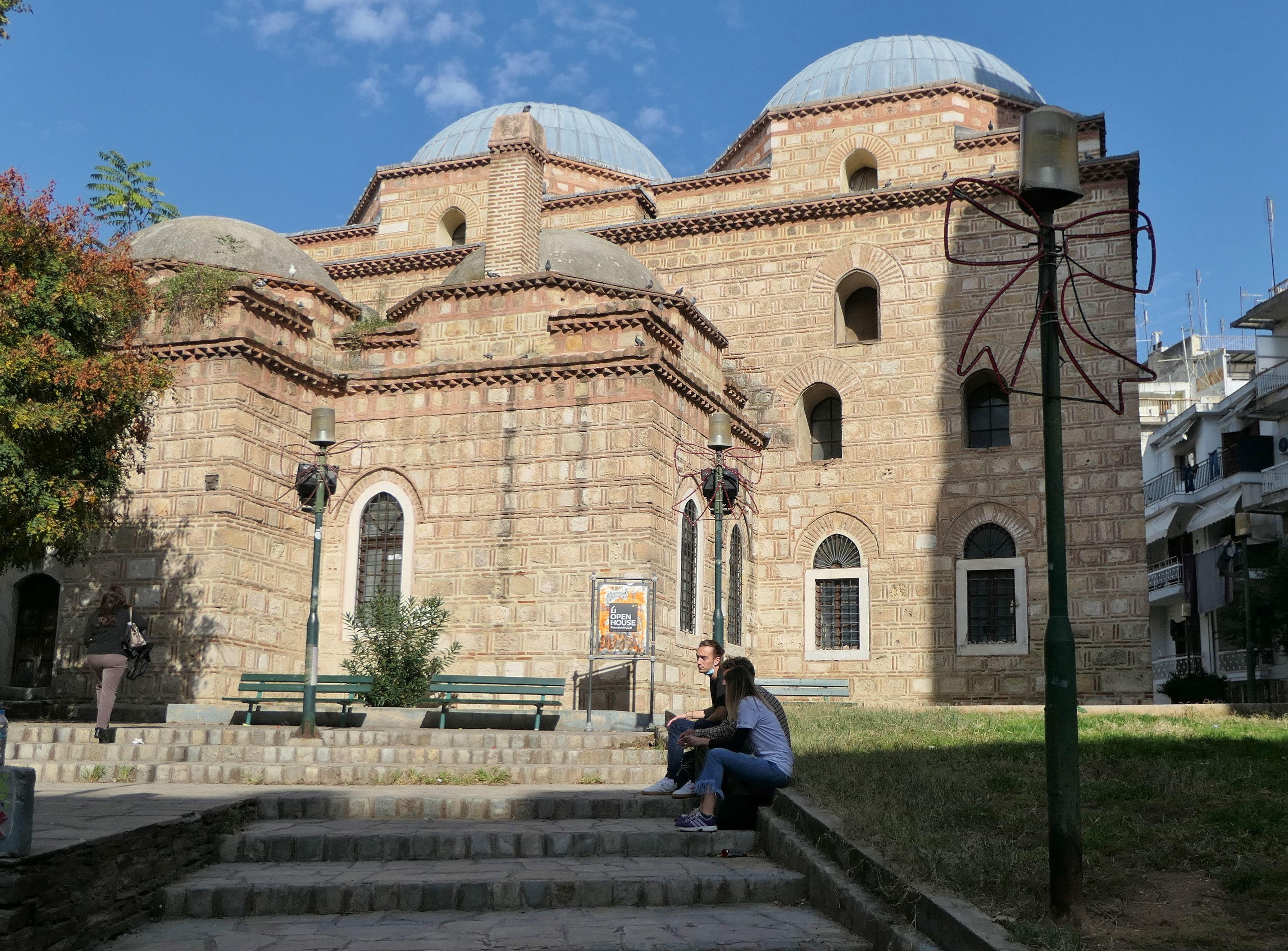
Moschee Alatza Imaret aus osmanischer Zeit, auch Alatsa-Imaret-Tsami genannt

Das Wahrzeichen der Stadt ist der Weiße Turm, der aus der venezianischen oder der frühen osmanischen Zeit stammt und wahrscheinlich von venezianischen Baumeistern errichtet wurde; durch die Jahrhunderte diente er den wechselnden Herren als Waffenlager, als Gefängnis für zum Tode Verurteilte, und unter deutscher Besatzung im Zweiten Weltkrieg als Nahrungsmittellager (vornehmlich für die Wehrmacht). In Zeiten der griechischen Souveränität zuvor und danach war er zeitweise Stützpunkt der Luftabwehr, universitäre Wetterstation und bis 1983 Marineschule. Inzwischen wird er als Museum genutzt.
Bauwerke der römischen Zeit sind die Reste des Kaiserpalasts mit einem Oktogon, der Galeriusbogen (Kamara) mit Reliefdarstellungen von Szenen aus den Kämpfen des Galerius gegen die Perser 296/297, eine Rotunde, erbaut im 4. Jahrhundert vielleicht als Mausoleum des Galerius, danach orthodoxe Kirche und später Moschee (Reste eines Minaretts), heute Museum. Sie hat einen Kuppelinnendurchmesser von 24,15 m und war bei Erbauung weltgrößte Ziegelkuppel. Daneben gibt es Reste eines Forums (145 × 90 m) mit unterirdischer Stoa unter der Südstoa und mit einem Odeion (Theater).
Zu den frühchristlichen und byzantinischen Bauten gehört das Latomos-Kloster Osios David mit einem Mosaik (5. oder 6. Jahrhundert), das einen bartlosen Christus darstellt. Die Kirche bildet einen Vorläufertypus der Kreuzkuppelkirche mit Mosaiken und Malereien vom Ende des 5. bis ins 14. Jahrhundert.
Es gibt zahlreiche bedeutende frühchristliche und byzantinische Kirchen. Sie wurden 1988 als frühchristliche und byzantinische Bauten in Thessaloniki in die Liste des Weltkulturerbes der UNESCO aufgenommen. Sie haben teilweise hervorragende Mosaike und Malereien. Darunter sind
- die Kirche der Agia Ekaterini;
- die Kapelle der Verklärung des Erlösers (Metamorfosis Sotira);
- das Vlatades-Kloster, das einzige noch überlebende Kloster von ursprünglich etwa 20 Klöstern der Stadt;
- die Kirche des Propheten Elias, außerdem umfangreiche und teilweise gut erhaltene Befestigungsanlagen mit zahlreichen Türmen (ursprünglich über acht Kilometer, heute noch etwa vier Kilometer) mit Akropolis und der byzantinisch-osmanischen Zitadelle Heptapyrgion (griechisch Επταπύργιον, etwa „Siebengetürm“);
- die Kirche des Heiligen Pandeleimon, eine Kreuzkuppelkirche mit Wandmalereien Ende 13. und Anfang 14. Jahrhundert;
- die Kirche der Heiligen Apostel (Hagioi Apostoloi), eine kreuzförmige Viersäulenkirche mit fünf Kuppeln;
- die Kirche des Heiligen Demetrios (Agios Dimitrios), des Stadtheiligen, eine fünfschiffige Basilika mit Mosaiken aus dem 7. und 9. Jahrhundert;
- die Kirche Johannes des Täufers (Agios Ioannis Prodromos), eine frühchristliche Kirche mit gut erhaltenen Katakomben;
- die Kirche der Heiligen Sofia (Hagia Sofia), eine dreischiffige Basilika mit Mosaiken aus dem 8. und 9. Jahrhundert an der Platia Agias Sofias;
- die Kirche der Panagia Acheiropoietos, eine dreischiffige Basilika;
- die Kirche der Panagia Chalkeon (Kokkini Ekklisia), eine kreuzförmige Viersäulenkirche und Vorbild für viele andere Kreuzkuppelkirchen mit Darstellungen bis ins 14. Jahrhundert;
- die Kirche des Heiligen Nikolaus des Waisen (Hagios Nikolaos Orfanos).

Bauwerke aus osmanischer Zeit sind das Besistan, ein überdachter Markt mit sechs Kuppeln, der hauptsächlich Tuchhändler und Goldschmiede beherbergte, die vier türkischen Bäder (Hamama) Yeni-Hamam (oder Aigli), Bey-Hamam, Pascha-Hamam (Phönix-Hamam) und Yahudi-Hamam, die Moscheen Hamsa-Bey-Tsami, Alatsa-Imaret-Tsami und Yeni Cami (von 1902), der Weiße Turm, griechisch Lefkós Pýrgos (Λευκός Πύργος), das Geburtshaus Atatürks, das Konak sowie die Musa-Baba-Türbe.

## Kultur

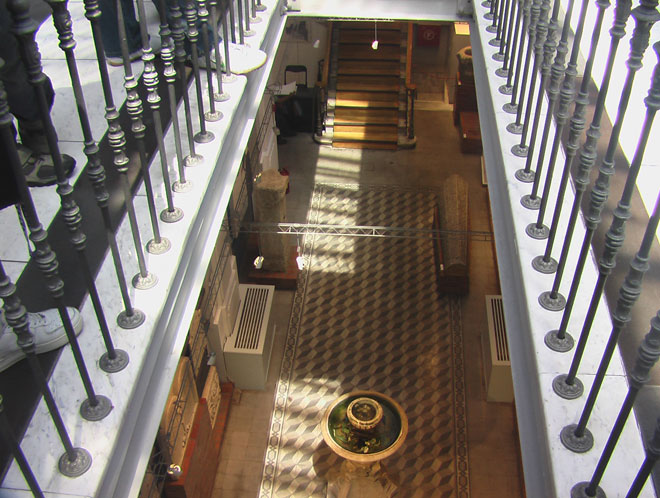
Eingangsbereich des jüdischen Museums

### Kunstmuseen
Das Staatliche Museum für Zeitgenössische Kunst (SMCA) im ehemaligen katholischen Lazaristen-Kloster beherbergt die Sammlung von George Costakis, eine der bedeutendsten Sammlungen der russischen Avantgarde. Sie wurde 1997 vom griechischen Staat anlässlich der Veranstaltungen zur europäischen Kulturstadt erworben. Weiterhin sind auch Werke international bekannter griechischer Künstler zu sehen, z. B. eine Skulptur von Joannis Avramidis. Am Hafen besteht eine Dependance („Warenhaus B1“). 2004–2005 war die Ausstellung „Licht und Farbe in der russischen Avantgarde“ im Martin-Gropius-Bau (Berlin) und im Museum Moderner Kunst Stiftung Ludwig (Wien) zu sehen, die aus Werken der Sammlung Costakis zusammengestellt wurde.
Die Städtische Pinakothek ist in einem Jugendstilgebäude untergebracht. Von einer Ikonensammlung abgesehen liegen die Sammlungsschwerpunkte ähnlich wie die des SMCA in der modernen Kunst. Hier finden sich u. a. Werke von Salvador Dalí, Roy Lichtenstein, Lucebert und fast aller national bekannten Künstler. Das Macedonian Museum of Contemporary Art mit 2000 Werken u. a. von Joseph Beuys, Andy Warhol und Niki de Saint Phalle, meist Schenkungen von Alexander Iolas. Daneben gibt es die Teloglion-Kunststiftung mit regelmäßigen Ausstellungen und das Artforum Culture Foundation im Artforum-VILKA-Zentrum mit Ausstellungen griechischer und internationaler Künstler und Jahresausstellungen der Meisterschüler der Aristoteles-Universität.

### Weitere Museen
Die Stadt beherbergt eine große Zahl weiterer Museen, darunter das Museum der Stadt im Weißen Turm, das Archäologische Museum, das Museum der byzantinischen Kultur, ein Kinomuseum, ein Sportmuseum und ein Fotografiemuseum, das Folklore- und Ethnologiemuseum von Makedonien und Thrakien, das Museum des Makedonischen Kampfes, das Kriegsmuseum, das Museum der Musikinstrumente, ein Design-Museum (seit 1997 ohne Gebäude, als Wanderausstellung in den Kunstmuseen), ein Wasserwerkemuseum, das Eisenbahnmuseum Thessaloniki, das Nationale kartografische Museum, ein bischöfliches Museum, ein Pfadfindermuseum und ein Radio-Museum.
Bedeutend sind weiterhin das Noesis (Wissenschaftszentrum und Technisches Museum) und das Jüdische Museum.

### Kulturelle Veranstaltungen
Das seit 1960 stattfindende Internationale Filmfestival Thessaloniki ist die wichtigste kulturelle Veranstaltung von überregionaler Bedeutung.
Die Thessaloniki Biennale of Contemporary Art findet seit 2007 im Staatlichen Museum für zeitgenössische Kunst statt.

### Konzerte
Die Philharmonie Thessaloniki – Megaro Mousikis ist das multifunktionelle Veranstaltungszentrum an der Küstenpromenade. Der große Saal fasst über 1.400 Zuschauer, es finden Konzerte, Ballet-, Opern- und Theateraufführungen statt, sowie Ausstellungen und Konferenzen. Die beiden Gebäude wurden 2000 und 2010 eröffnet. Eines davon wurde vom japanischen Architekten Arata Isozaki, (Pritzker-Preisträger des Jahres 2019), entworfen.

### Internationale Kulturinstitute
Es gibt ein Goethe-Institut, ein Institut français und ein Istituto Italiano di Cultura.

### Kulinarisches
Eine Spezialität aus Stadt und Umland ist das Blätterteigdessert Bougatsa.

## Sport
1896 wurde der White Star Sporting Club gegründet. Für die lokale Jeunesse dorée entstand Salonica Lawn Tennis and Croquet. Ab 1895 entstanden drei Velodrome. Heute sind die zwei führenden Sportvereine in der Stadt PAOK und Aris. Von beiden wird eine Vielzahl an Sportarten angeboten, die wichtigsten Abteilungen sind jedoch Fußball und Basketball. Dort konnten beide Vereine schon mehrere nationale Meistertitel gewinnen und es kommt regelmäßig zu brisanten Stadtderbys. Ein weiterer großer Sportverein ist der Iraklis, dessen Volleyballer fünfmal die griechische Meisterschaft gewannen.

## Söhne und Töchter der Stadt

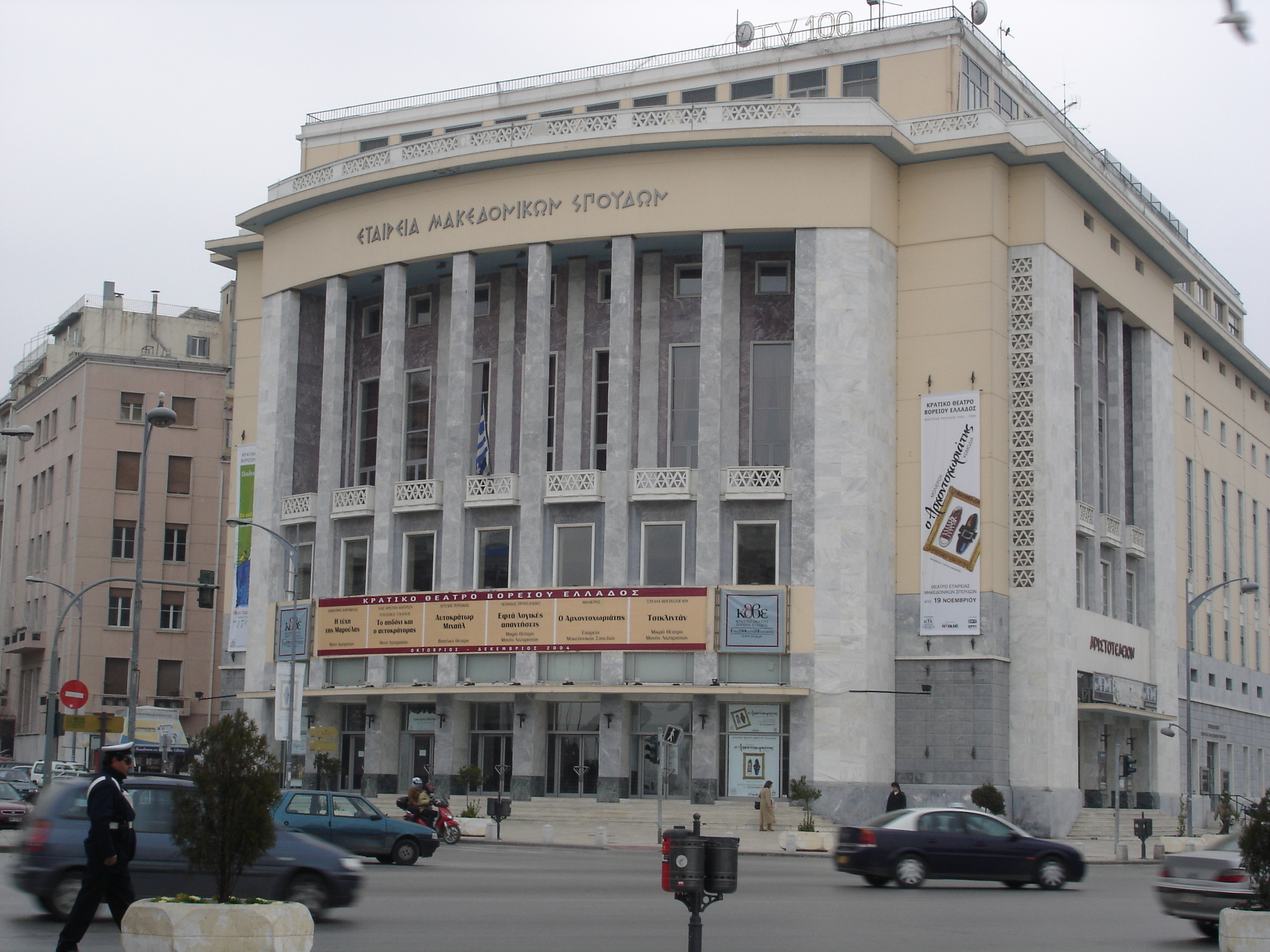
Die Gesellschaft Makedonischer Studien – Zentralbühne des Staatstheaters Nordgriechenlands

### Bis 1900
- Aristarchus von Thessalonice (1. Jh.), einer der 70 Jünger
- Demetrios von Thessaloniki (3. Jh.), Heiliger der orthodoxen Kirchen und Schutzheiliger der Stadt
- Porphyrios von Gaza (um 347 – 420), „Apostel“ von Gaza
- die „Slawenapostel“ Kyrill (um 826 – 869) und Method (um 815 – 885)
- Georg Maniakes (11. Jh.), General im Byzantinischen Reich
- Philotheos Kokkinos (14. Jh.), Patriarch von Konstantinopel
- Isidor von Thessaloniki (um 1385 – 1463), Kirchenpolitiker
- Theodoros Gazes (um 1410–1475), Humanist und Übersetzer antiker griechischer Schriftsteller
- Moses ben Joseph di Trani (1505–1585), Talmudgelehrter
- Ioannis Skandalidis (1776–1825), Politiker
- Lysandros Kaftanzoglou (1811–1885), Architekt
- Halil Rıfat Pascha (1827–1901), osmanischer Staatsmann und Großwesir
- Ali Rıza Efendi (1839–1888), osmanischer Beamter und Vater des türkischen Staatsgründers Atatürk
- Hasan Rami Pascha (1842–1923), osmanischer Militär und Marineminister
- Mithat Şükrü Bleda (1874–1956), osmanischer Abgeordneter und türkischer Bildungsminister
- Mustafa Arif Deymer (1874–1957), osmanischer Innenminister und türkischer Gouverneur
- Dschawid Bey (1875–1926), osmanischer Ökonom, Verleger und Finanzminister
- Sıtkı Üke (1877–1941), osmanischer Militär und türkischer Abgeordneter
- Hasan Tahsin Uzer (1878–1939), osmanischer Bürokrat und türkischer Politiker
- Mustafa Kemal Atatürk (1881–1938), Gründer der modernen Türkei und ihr erster Staatspräsident
- Ahmet Derviş (1881–1932), osmanischer und türkischer Militär
- Joseph Nehama (1881–1971), jüdischer Schulleiter, Linguist und Historiker des Judentums
- Ahmet Zeki Soydemir (1883–1954), osmanischer und türkischer Militär
- Makbule Atadan (1885–1956), Autorin und Schwester Atatürks
- Yusuf Salman (1888–1960), jüdischer Politiker in der Türkei
- Didier Aslan (1893–1978), armenisch-österreichischer Schauspieler
- Walter Emil Vock (1894–1970), deutscher Archivar
- Sabiha Sertel (1895–1968), erste türkische Journalistin
- Juana Mordó (1899–1984), Kunsthändlerin und Galeristin

### 1901 bis 1950
- Nâzım Hikmet (1902–1963), türkischer Dichter und Dramatiker
- Mimis Vitsoris (1902–1945), Maler und Bildhauer
- Maurice Abravanel (1903–1993), US-amerikanischer Dirigent
- Atanas Daltschew (1904–1978), bulgarischer Dichter, Kritiker und Übersetzer
- Cavit Cav (1905–1982), türkischer Radrennfahrer
- Afet İnan (1908–1985), türkische Historikerin
- Cahit Arf (1910–1997), türkischer Mathematiker
- Seyyan Hanım (1913–1989), türkische Sängerin
- Estrongo Nachama (1918–2000), Oberkantor der Jüdischen Gemeinde Berlin
- Stephen Kondaks (1919–2005), kanadischer Bratschist und Musikpädagoge
- Manolis Chiotis (1920–1970), Komponist, Musiker und Sänger
- Alexander Cambitoglou (1922–2019), australischer Klassischer Archäologe griechischer Abstammung
- Shlomo Venezia (1923–2012), jüdisch-italienischer Zeitzeuge des Holocaust
- Manolis Anagnostakis (1925–2005), Dichter des Existenzialismus
- Yvonne Sanson (1925–2003), griechisch-italienische Filmschauspielerin
- Saul Amarel (1928–2002), Informatiker
- Christos Sartzetakis (1929–2022), griechischer Staatspräsident von 1985 bis 1990
- Michalis Setatos (1929–2017), Sprachwissenschaftler und emeritierter Professor
- Nikos Ch. Chourmouziadis (1930–2013), Gräzist und Regisseur
- Constantin Floros (* 1930), griechisch-deutscher Musikwissenschaftler
- Georges Dimou (1931–2019), Gastronom, Schauspieler und Schlagersänger
- David Saltiel (* 1931), Rabbiner der jüdischen Gemeinde von Thessaloniki und Sänger sephardischer Musik
- Antonios Trakatellis (* 1931), Biochemiker und Politiker
- Alketas Panagoulias (1934–2012), Fußballspieler und -trainer
- Petros Themelis (1936–2023), Klassischer Archäologe
- Marinella (* 1938), Sängerin
- Dimitrios Pandermalis (1940–2022), Archäologe
- Vassilis Triandafyllidis (1940–2018), Komiker, Moderator, Kabarettist, Schauspieler und Sänger (Harry Klynn)
- Michael Witt (1940–2012), deutscher Kirchenmusiker
- Ioannis Tsoukalas (* 1941), Politiker und Physiker
- Giannis Boutaris (1942–2024), Bürgermeister von Thessaloniki von 2011 bis 2019
- Dionysis Savvopoulos (* 1944), Komponist, Musiker und Sänger
- Giorgos Kechagioglou (* 1947), Neogräzist
- Chrysoula Saatsoglou-Paliadeli (* 1947), Klassische Archäologin und Abgeordnete im Europäischen Parlament
- Vasilios Papadimitriou (* 1948), Hochspringer
- Vasilis Papavasiliou (1949–2025), Regisseur, Schauspieler, Autor und Übersetzer

### Ab 1951
- Nick Nikitakis (1955–2025), Jazzgitarrist und Bouzoukispieler
- Theodoros Kontidis (* 1956), römisch-katholischer Ordensgeistlicher und Erzbischof von Athen
- Mercouri Kanatzidis (* 1957), Chemiker
- Notis Marias (* 1957), Politiker
- Despina Pajanou (* 1958), Fernsehschauspielerin
- Mihalis Siganidis (* 1958), Jazzbassist
- John N. Tsitsiklis (* 1958), griechisch-US-amerikanischer Wirtschaftswissenschaftler und Informatiker
- Sotiris Zarianopoulos (* 1961), Politiker
- Albert Bourla (* 1961), Tierarzt und Geschäftsmann, Vorsitzender von Pfizer
- Pinelopi Goldberg (* 1963), Ökonomin, Hochschullehrerin, Chefökonomin der Weltbank
- Hermes Hodolides (* 1963), Schauspieler
- Yorgos Dimitriadis (* 1964), Jazz- und Improvisationsmusiker
- Konstantinos Zervas (* 1964), Politiker
- Kyriakos Gouventas (* 1967), Violinist
- Maria Mavroudi (* 1967), Byzantinistin
- Anastasia Zampounidis (* 1968), Fernsehmoderatorin
- Antonis Anissegos (* 1970), Komponist und Pianist
- Natasa Theodoridou (* 1970), Sängerin
- William Valasidis (* 1971), Jurist
- Janis Nikos (* 1973), deutsch-griechischer Sänger
- Evangelia Psarra (* 1974), Bogenschützin
- Traianos Dellas (* 1976), Fußballspieler
- Vassilis Lakis (* 1976), Fußballspieler
- Nikolaos Chatzivrettas (* 1977), Basketballspieler
- Pantelis Golitsis (* 1977), Philosophiehistoriker
- Eva Kaili (* 1978), Politikerin
- Christos Passalis (* 1978), Regisseur und Schauspieler
- Apostolos Tzitzikostas (* 1978), Politiker
- Alexandros Nikolaidis (1979–2022), Taekwondoin
- Alexandros Alvanos (* 1980), Handballspieler und Trainer
- Gianna Terzi (* 1980), Sängerin
- Maria Tsiartsiani (* 1980), Beachvolleyballspielerin
- Dimitrios Salpingidis (* 1981), Fußballspieler
- Zoi Tsokanou (* 1981), Dirigentin
- Paola (* 1982), Sängerin
- Konstantinos Konstantinidis (* 1983), deutscher Taekwondoin
- Giorgos Patis (* 1983), Badmintonspieler
- Lazaros Christodoulopoulos (* 1986), Fußballspieler
- Maria Gatou (* 1989), Sprinterin
- Giannis Papadopoulos (* 1989), Fußballspieler
- Charoula Dimitriou (* 1990), Fußballspielerin
- Nikolas Anadolis (* 1991), Jazzmusiker
- Angelos Vlachopoulos (* 1991), Wasserballspieler
- Giorgos Athanasiadis (* 1993), Fußballspieler
- Giorgos Katidis (* 1993), Fußballspieler
- Konstantinos Stafylidis (* 1993), Fußballspieler
- Stavroula Samara (* 1994), Rhythmische Sportgymnastin
- Zoi Fitsiou (* 1995), Ruderin
- Anna Korakaki (* 1996), Sportschützin
- Konstantinos Mitoglou (* 1996), Basketballspieler
- Kostas Tsimikas (* 1996), Fußballspieler
- Anneta Kyridou (* 1998), Ruderin
- Vangelis Pavlidis (* 1998), Fußballspieler
- Christina Bourbou (* 2000), Ruderin
- Petros Gkaidatzis (* 2000), Ruderer
- Ariadni Spanaki (* 2001), Seglerin
- Maria Kyridou (* 2001), Ruderin
- Ariadni Spanaki (* 2001), Seglerin
- Vasilios Pavlidis (* 2002), Fußballspieler
- Christos Tzolis (* 2002), Fußballspieler
- Anastasia Dragomirova (* 2003), Leichtathletin
- Polyniki Emmanouilidou (* 2003), Sprinterin
- Giannis Karakoutis (* 2003), Fußballspieler
- Stefanos Tzimas (* 2006), Fußballspieler
- Maria Rafailidou (* 2007), Leichtathletin

## Politik
| - Alexandria, Ägypten, seit 1993 - Bologna, Italien, seit 1984 - Bratislava, Slowakei, seit 1986 - Köln, Deutschland, seit 1988 - Constanța, Rumänien, seit 1988 - Hartford, USA seit 1962 - Kolkata, Indien seit 2005 - Korça, Albanien seit 2005 - Leipzig, Deutschland, seit 1984 - Limassol, Zypern, seit 1984 - Melbourne, Australien seit 1984 - Nizza, Frankreich, seit 1992 - Plowdiw, Bulgarien, seit 1984 - San Francisco, USA seit 1990 - Tel Aviv, Israel, seit 1994 - Tianjin, China seit 2002 - Dongguan, China seit 2008 | - Boston, USA seit 1996 - Brooklyn Center, USA seit 1993 - Budapest, Ungarn seit 1993 - Dnipro, Ukraine seit 2003 - Gjumri, Armenien seit 2000 - Marseille, Frankreich, seit 1991 - Philadelphia, USA seit 2004 - Sankt Petersburg, Russland, seit 2003 - Shenyang, China seit 2000 - Toronto, Kanada seit 1986 - Venedig, Italien, seit 2003 - Izmir, Türkei, seit 2009 |